# 22. August
Der 22. August ist der 234. Tag des gregorianischen Kalenders (der 235. in Schaltjahren), somit bleiben noch 131 Tage bis zum Jahresende.

## Ereignisse

### Politik und Weltgeschehen

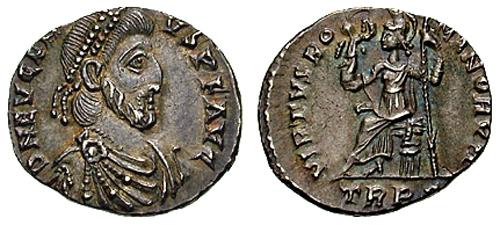
392: Münze des Eugenius

- 0392: Nach dem Tod des weströmischen Kaisers Valentinian II. im Mai ruft dessen General Arbogast den Rhetor Eugenius zum neuen Kaiser aus. Das führt zum neuerlichen Eingreifen des oströmischen Kaisers Theodosius I. im Westen.

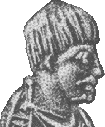
476: Odoaker

- 0408: Der weströmische Kaiser Flavius Honorius lässt den Heermeister Stilicho exekutieren.
- 0476: Odoaker wird von den weströmischen Söldnertruppen zum rex italiae (König Italiens) gewählt.
- 1128: Papst Honorius II. belehnt Roger II. in einem Friedensschluss in Benevent mit dem Herzogtum Apulien.
- 1138: In der Standartenschlacht bei Northallerton zwischen Engländern und eingedrungenen Schotten unter König David I. fallen 11–12.000 Schotten.
- 1371: In der Entscheidungsschlacht der Brabanter Fehde bei Baesweiler bleiben die Truppen des Herzogs von Jülich, unterstützt vom Herzog von Geldern, gegen den Herzog von Brabant siegreich.

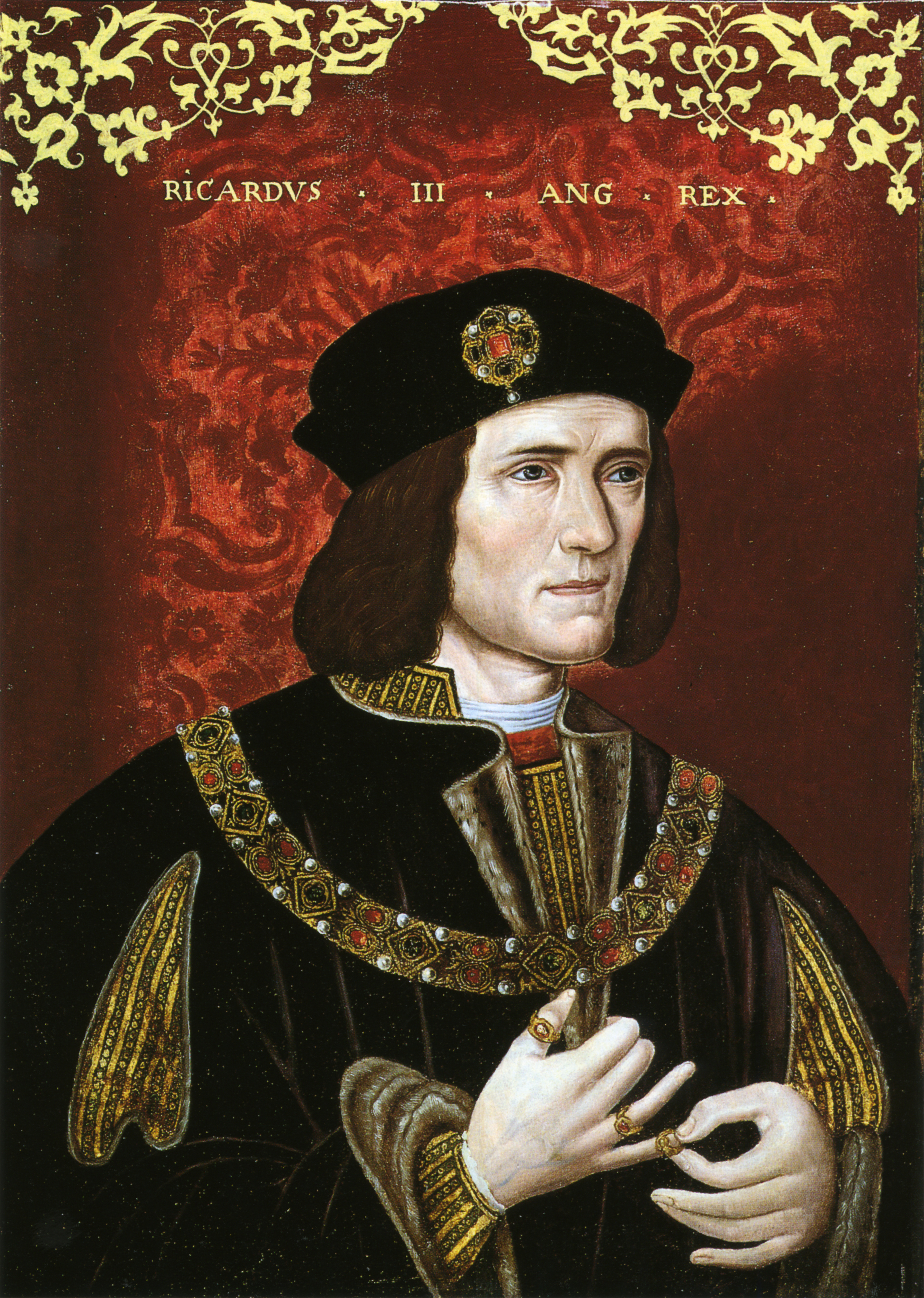
1485: Richard III.

- 1485: In der Schlacht von Bosworth besiegt Heinrich Tudor, der spätere Heinrich VII., Richard III., König aus dem Haus York, der in der Schlacht fällt. Damit enden die Rosenkriege um die englische Thronherrschaft. Das Haus Tudor übernimmt die Macht in England.

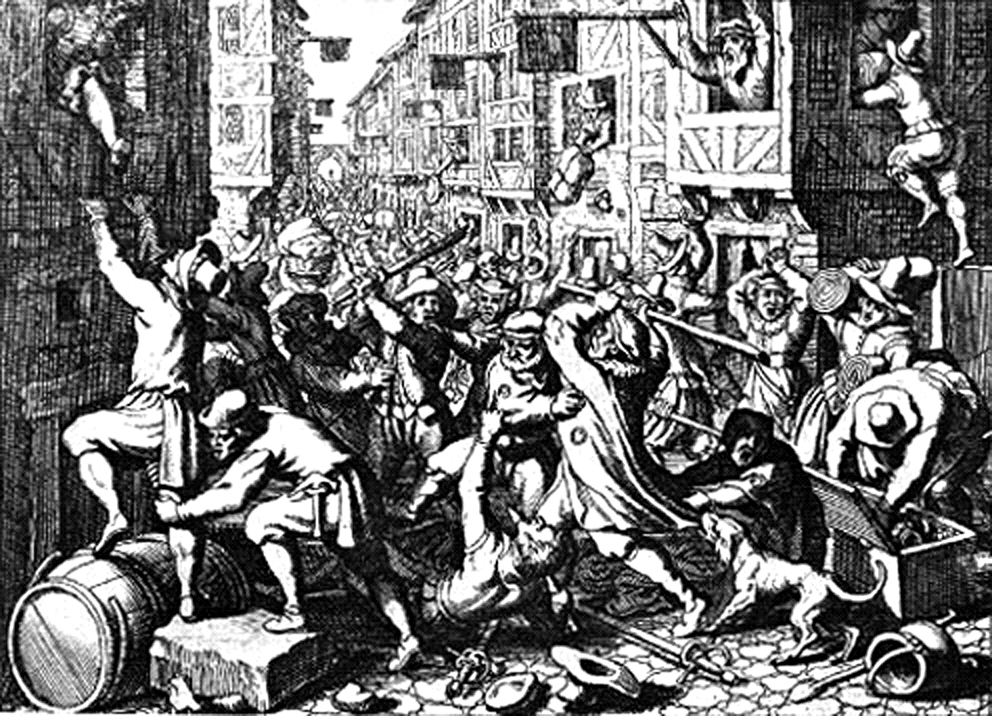
1614: Plünderung der Frankfurter Judengasse

- 1614: Die anhaltende Auseinandersetzung zwischen Bürgern und Patriziat in der Freien Reichsstadt Frankfurt am Main, ausgelöst durch den Unmut über die Misswirtschaft des Rates und die geringen Einwirkungsmöglichkeiten der Zünfte, mündet als „Fettmilch-Aufstand“ in ein Pogrom gegen die ansässigen Juden und ihre zeitweilige Vertreibung aus der Stadt.
- 1639: Der Engländer Francis Day erwirbt für die Englische Ostindien-Kompanie vom Nayak-Herrscher ein Stück Land an der Koromandelküste. Der Handelsstützpunkt Fort St. George entwickelt sich zur Stadt Madras, heute Chennai.
- 1642: Der Englische Bürgerkrieg zwischen Royalisten und Parlamentariern beginnt.
- 1707: Schwedens König Karl XII. bricht im Großen Nordischen Krieg zu einem Feldzug gegen Russland auf. Die russische Armee weicht jedoch zunächst geschickt einer Entscheidungsschlacht aus.
- 1711: Ein groß angelegter britischer Angriff auf Québec, die Hauptstadt Neufrankreichs, muss abgebrochen werden, nachdem im Sankt-Lorenz-Strom acht Truppentransporter aufgrund schlechten Wetters und mangelhafter Kenntnisse des Fahrwassers gekentert und 890 Soldaten und Seeleute ertrunken sind.

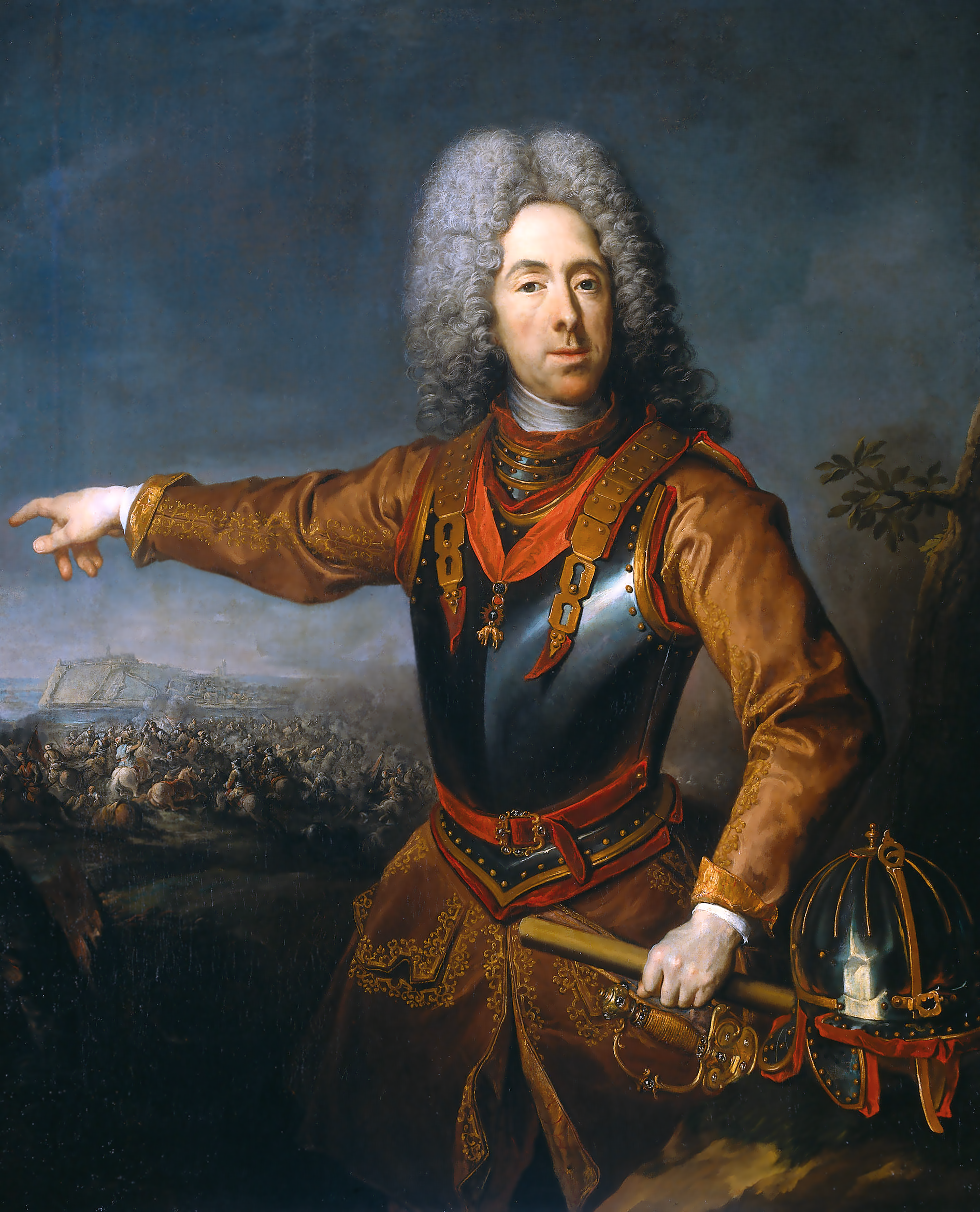
1717: Eugen von Savoyen

- 1717: Nach Wochen blutiger Kämpfe fällt die osmanische Festung Belgrad; der kaiserliche Feldherr Prinz Eugen von Savoyen wird von Zeitgenossen im Volkslied Prinz Eugen, der edle Ritter verewigt.
- 1717: Im Rahmen des zunächst unerklärten Krieges der Quadrupelallianz landen 8.000 spanische Soldaten auf Sardinien.
- 1791: Im französischen Teil der Insel Hispaniola bricht der Aufstand der Sklaven los, der zur Unabhängigkeit Haitis führen wird.
- 1795: In Frankreich beschließt der Konvent die neue Direktionalverfassung, sie wird zum Vorbild der nachfolgenden Direktorialsysteme in anderen Ländern.
- 1796: Die britische Kolonialverwaltung, die die Besitzungen der Niederländischen Ostindien-Kompanie in Südafrika übernommen hat, gliedert die unabhängige Burenrepublik Graaff-Reinet wieder in die Kapkolonie ein.
- 1796: Einer österreichischen Übermacht gelingt es im Ersten Koalitionskrieg, die Franzosen in der Schlacht von Deining vom Vormarsch auf Regensburg abzuhalten.

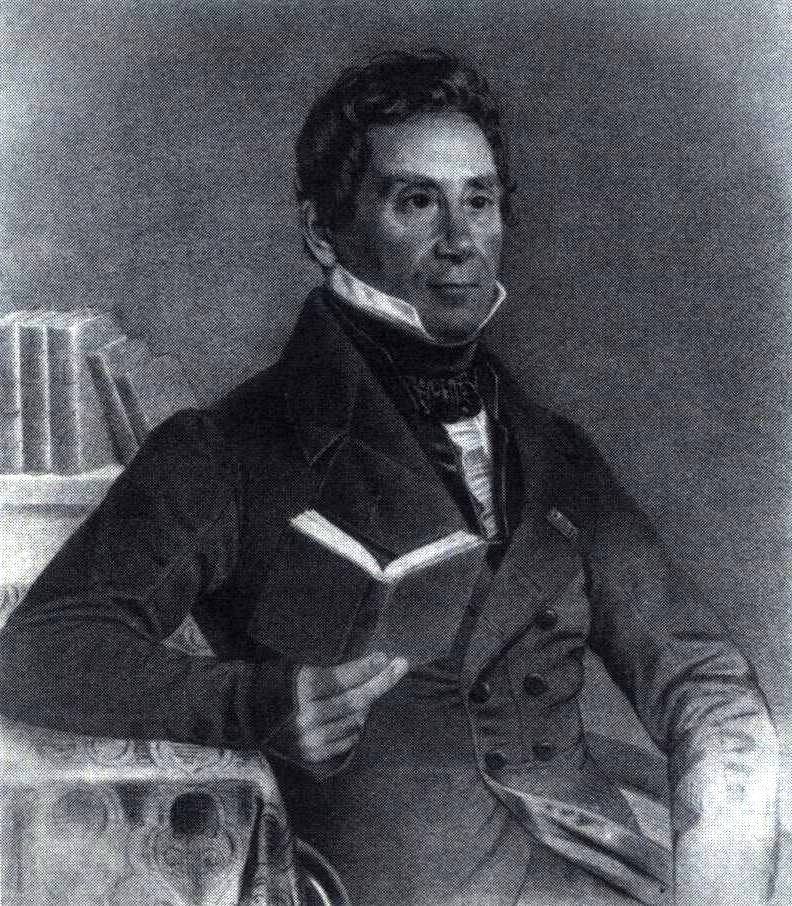
1818: Karl Friedrich Nebenius

- 1818: Baden erhält eine von Karl Friedrich Nebenius ausgearbeitete liberale Verfassung, die eine Ständeversammlung vorsieht und das Großherzogtum zu einer konstitutionellen Monarchie macht.
- 1851: Ein Goldfund nordöstlich von Melbourne im Bundesstaat Victoria verursacht einen Goldrausch, der die Geschichte Australiens prägt.
- 1864: Zwölf Staaten unterzeichnen die erste Genfer Konvention, die Grundlage des humanitären Völkerrechts.
- 1868: In der Böhmischen Deklaration artikuliert sich das Verlangen von 82 tschechischen Abgeordneten des Böhmischen Landtags, die böhmische Nation in Österreich-Ungarn solle vom österreichischen Staat und Kaiser gerecht behandelt werden.
- 1904: Das Kaiserreich Japan und das Kaiserreich Korea unterzeichnen die Erste Japanisch-Koreanische Übereinkunft.
- 1910: Das Kaiserreich Japan zwingt den koreanischen Kaiser Sunjong zur Abdankung und annektiert das Land als Provinz.
- 1914: Die Grenzschlachten zwischen deutschen und französischen Armeen erreichen einen vorläufigen Höhepunkt: In Lothringen können sich die Deutschen durchsetzen, während bei Longwy und Neufchâteau neue Kämpfe ausbrechen.
- 1922: Der Vorsitzende der provisorischen Regierung des Freistaates Irland und Oberbefehlshaber der Streitkräfte während des irischen Bürgerkriegs, Michael Collins, wird bei einem Feuergefecht von Gegnern des Anglo-Irischen Vertrages erschossen.

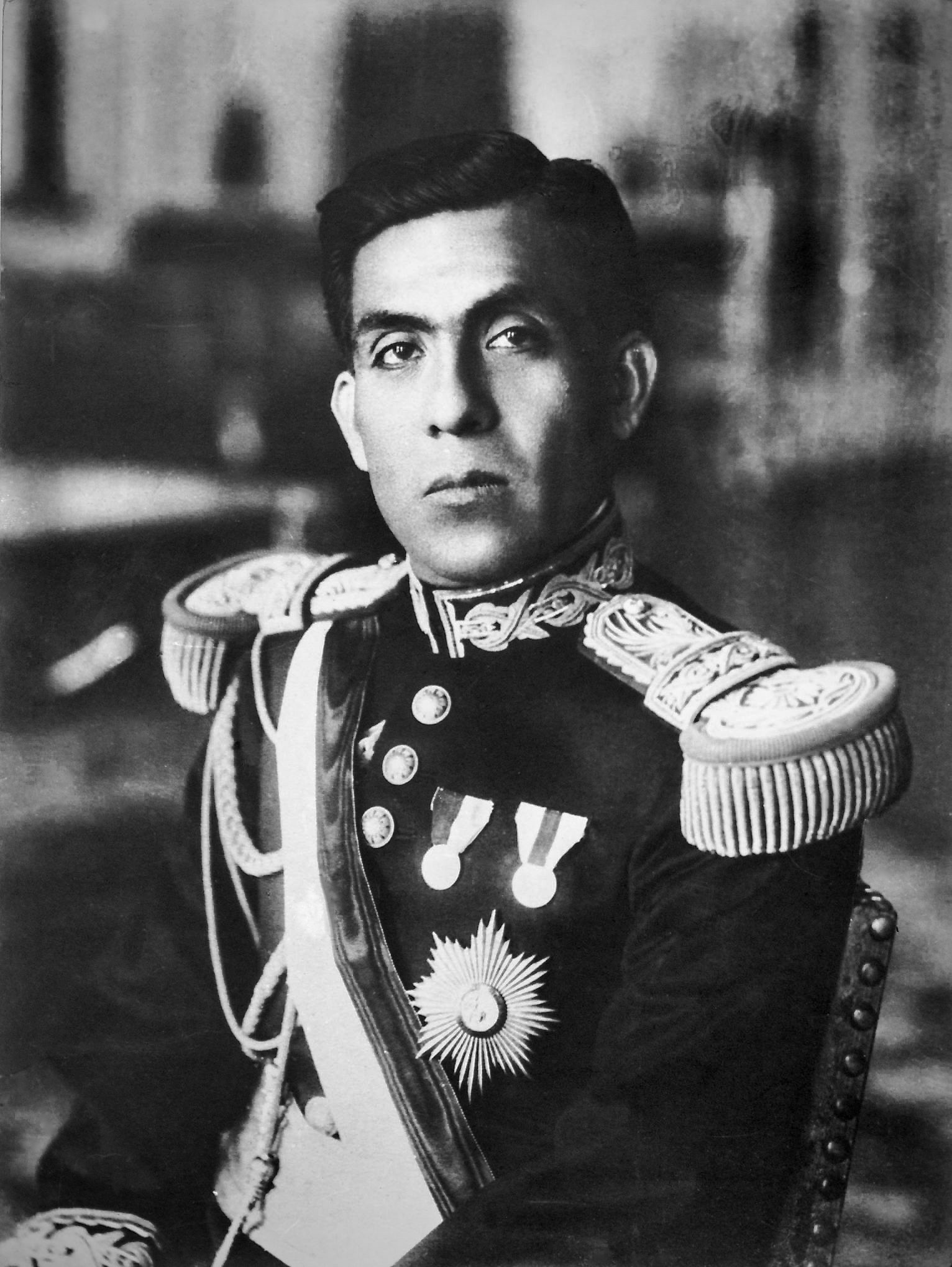
1930: Luis Miguel Sánchez Cerro

- 1930: Der peruanische Staatspräsident Augusto Leguía y Salcedo wird in einem vom General Luis Miguel Sánchez Cerro angeführten Putsch abgesetzt und inhaftiert. Der General übernimmt de facto das Präsidentenamt.
- 1942: Fritz Sauckel, Generalbevollmächtigter für den Arbeitseinsatz im Deutschen Reich, ordnet für die Arbeitskräfte in den besetzten Gebieten des Deutschen Reiches die 54-Stunden-Woche an und hebt Beschränkungen der Sonn- und Feiertagsarbeit auf.
- 1950: In Deutschland wird das Technische Hilfswerk (THW) als Zivil- und Katastrophenschutzorganisation des Bundes gegründet.
- 1953: Schah Mohammad Reza Pahlavi kehrt nach dem Sturz von Premierminister Mohammad Mossadegh in den Iran zurück.
- 1962: Mitglieder der französisch-nationalistischen Untergrundorganisation Organisation de l’armée secrète (OAS) unter Jean Bastien-Thiry verüben in Clamart bei Paris ein Attentat auf Charles de Gaulle, um die Verhandlungen über die Beendigung des Algerienkriegs und die Unabhängigkeit Algeriens zu stoppen. Das gescheiterte Attentat ist später Inspiration für Frederick Forsyths Roman Der Schakal.

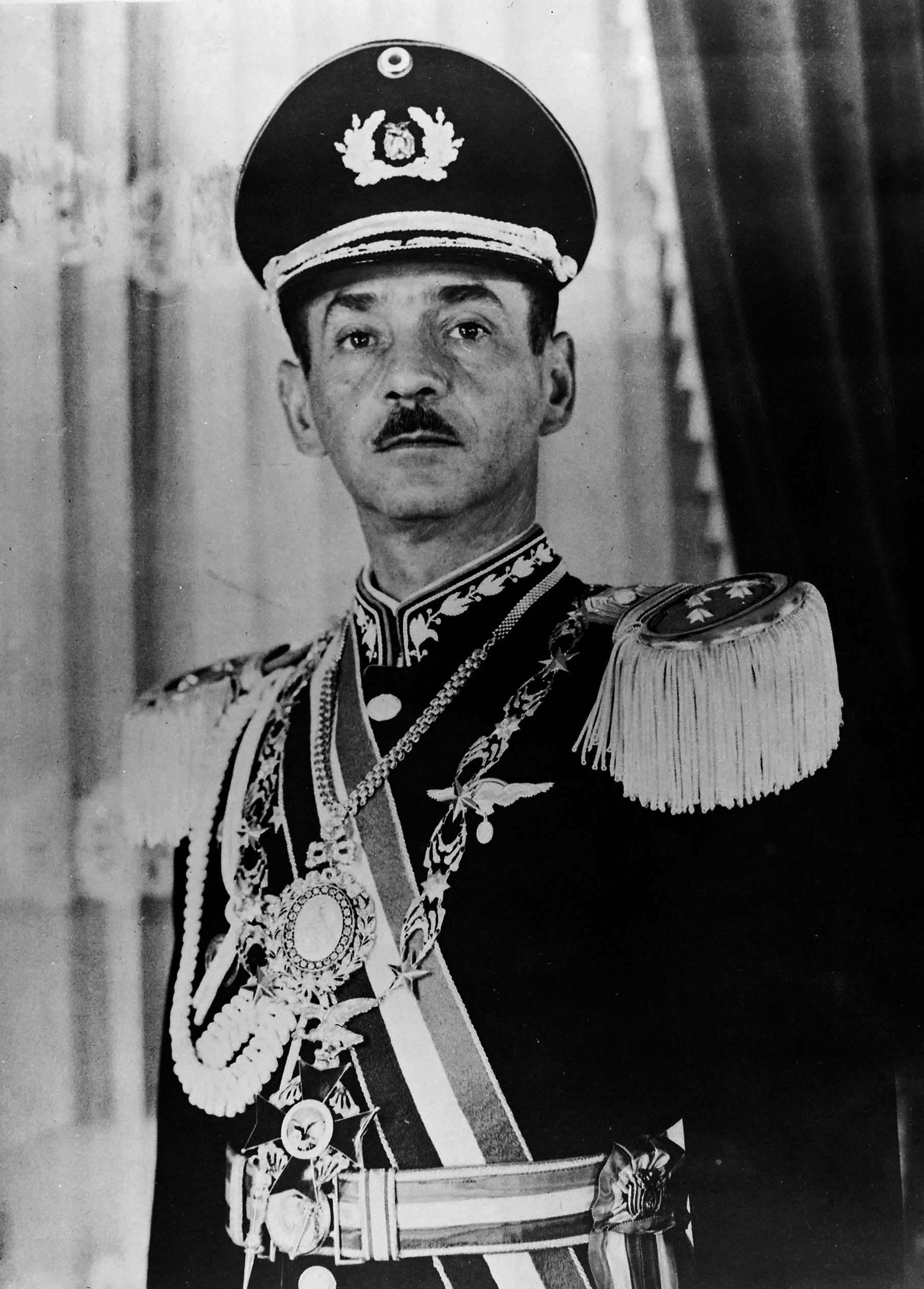
1971: Hugo Banzer Suárez

- 1971: In einem blutigen Staatsstreich übernimmt Oberst Hugo Banzer Suárez die Macht in Bolivien.
- 1973: US-Außenminister William P. Rogers tritt zurück; Henry Kissinger wird sein Nachfolger.
- 1976: Der evangelische Pfarrer Oskar Brüsewitz, der sich am 18. August in Zeitz auf offener Straße anzündete, um gegen die Menschenrechtsverletzungen in der DDR zu protestieren, stirbt an seinen Verletzungen.
- 1978: Ein FSLN-Kommando stürmt den Nationalpalast in Managua und nimmt nicaraguanische Parlamentarier, mehrere Minister sowie mehrere Familienangehörige des Diktators Anastasio Somoza Debayle als Geiseln. Mit dieser Aktion während der Revolution gelingt ihnen das Freipressen von 60 Gefangenen.

### Wirtschaft
- 1902: Henry Leland gründet die Cadillac Automobile Company in Detroit.

### Wissenschaft und Technik
- 1870: Die Washburn-Langford-Doane-Expedition unter der Leitung von Henry Dana Washburn verlässt Fort Ellis auf dem Weg zum heutigen Yellowstone-Nationalpark. Sie sollen das Gebiet in Fortsetzung der Folsom-Expedition von vorigem Jahr erforschen.
- 1872: Die Port Augusta-Darwin-Telegraphenleitung in Australien wird fertiggestellt.
- 1976: Die am 18. August auf dem Mond gelandete sowjetische Raumsonde Luna 24 kehrt wieder zurück.

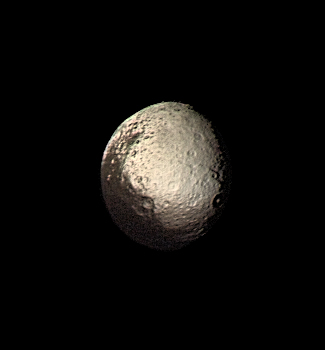
1981: Iapetus

- 1981: Die Raumsonde Voyager 2 passiert den Saturnmond Iapetus und sendet erste Aufnahmen zur Erde.
- 1999: Die GPS-Wochen-Zählung für das Satelliten-Navigationssystem Global Positioning System erreicht die GPS-Woche 1023 und somit die maximale Ausnutzung. Sie wird zurück auf 0 gestellt und somit wieder zurück auf den 6. Januar 1980 datiert. Erwartete Pannen bleiben aus.
- 2000: Im US-Bundesstaat West Virginia erfolgt die Inbetriebnahme des Green-Bank-Observatoriums. Es gilt als das derzeit größte voll bewegliche Radioteleskop der Welt.

### Kultur
- 1777: Die Uraufführung der Oper April Day von Samuel Arnold findet im Little Theatre in London statt.

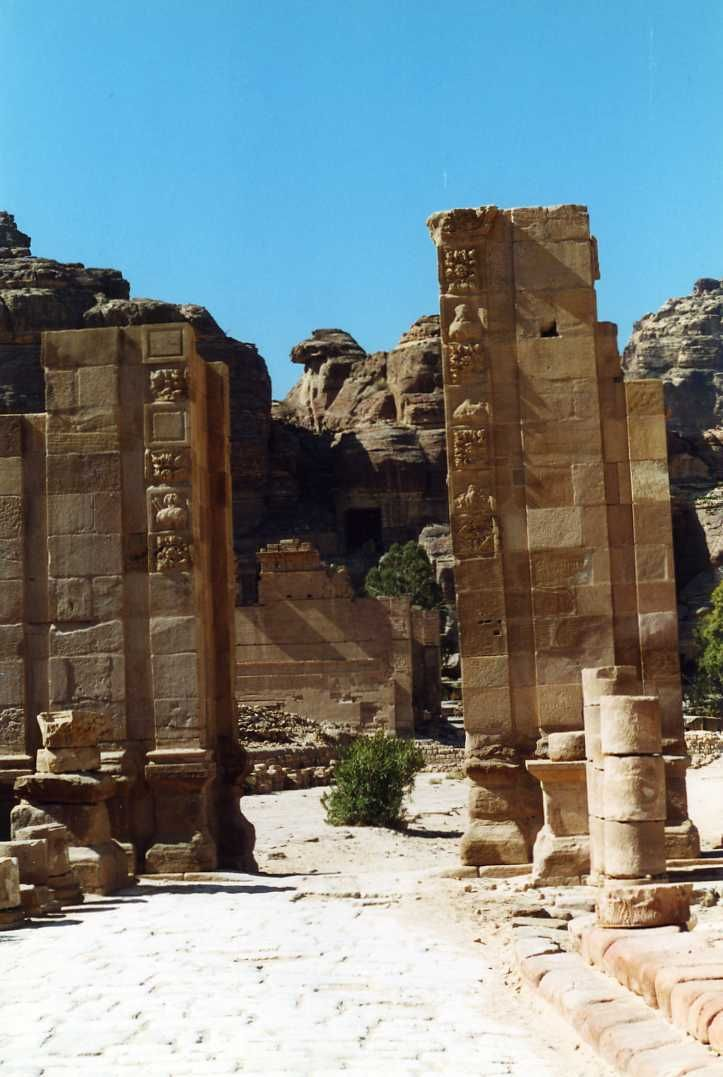
1812: Tempel in Petra

- 1812: Der als Araber getarnte Schweizer Johann Ludwig Burckhardt entdeckt die in Europa nur mehr gerüchteweise bekannte Felsenstadt Petra im Nahen Osten wieder.

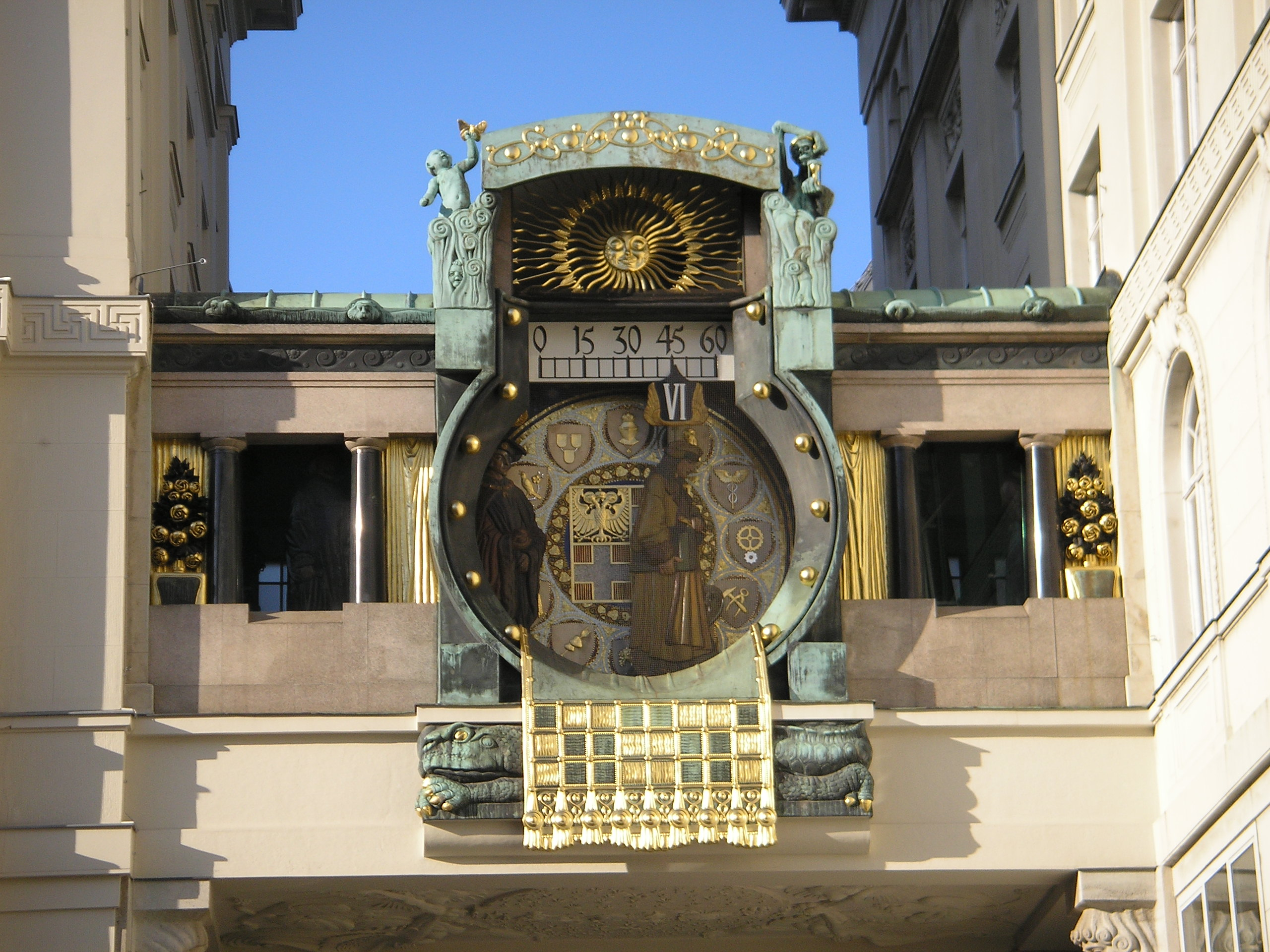
1914: Ankeruhr

- 1914: In Wien wird die von Franz Matsch konzipierte Ankeruhr an einer Verbindungsbrücke zweier Gebäude errichtet. Sie zählt als herausragendes Werk des Jugendstils.
- 1920: Mit Max Reinhardts Inszenierung des Jedermann von Hugo von Hofmannsthal auf dem Salzburger Domplatz beginnen die ersten Salzburger Festspiele.
- 2004: Bei einem bewaffneten Raubüberfall entwenden maskierte Täter die beiden Gemälde Der Schrei und Madonna von Edvard Munch aus dem Munch-Museum Oslo, während gleichzeitig an anderer Stelle in Oslo ein Überfall auf einen Geldtransporter stattfindet, im Verlaufe dessen ein Polizist erschossen wird.

### Gesellschaft
- 1992: Mit einer Versammlung vor der Zentralen Aufnahmestelle für Asylbewerber für Mecklenburg-Vorpommern (ZASt) im Rostocker Stadtteil Lichtenhagen beginnen die ausländerfeindlichen Ausschreitungen in Rostock-Lichtenhagen.

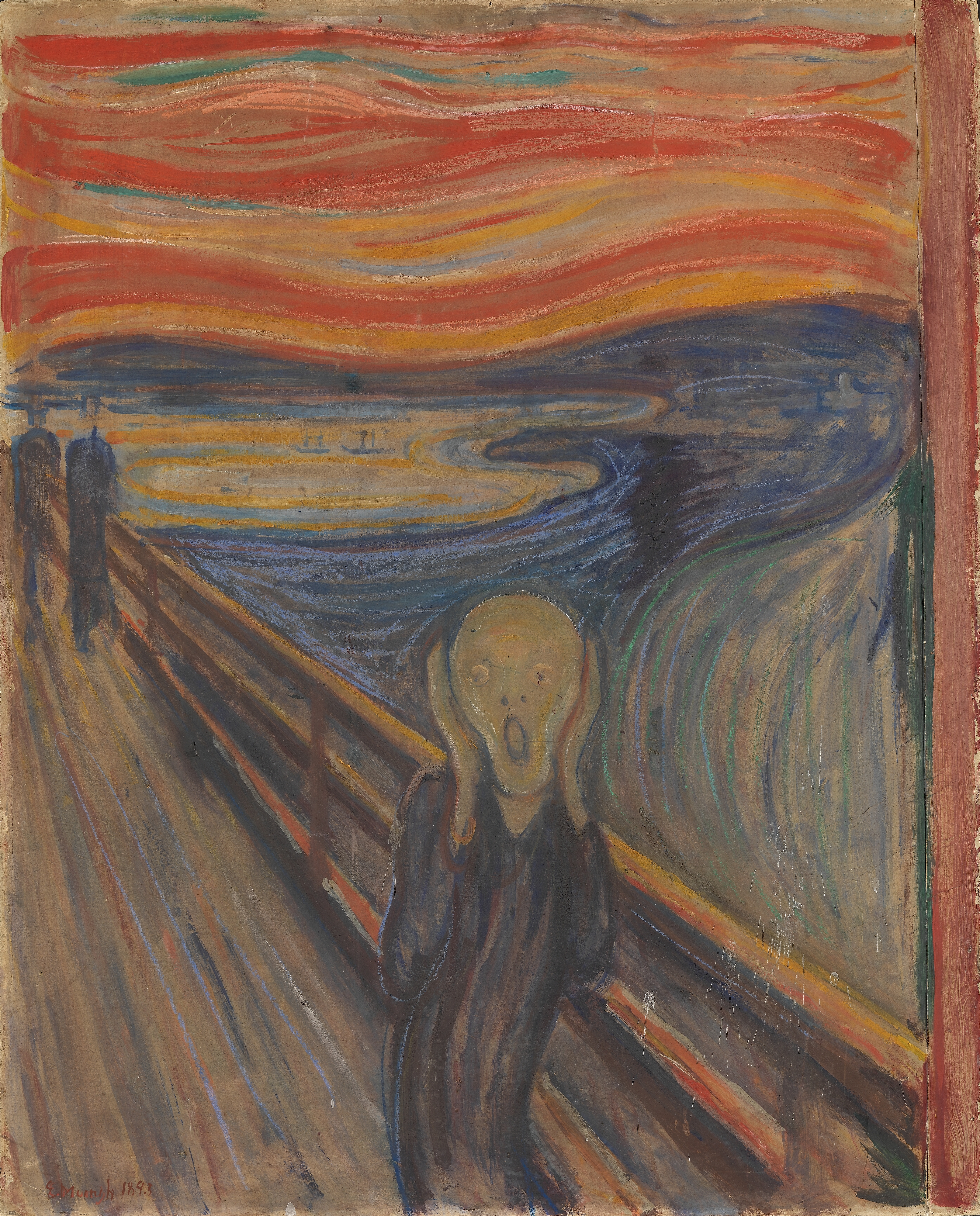
2004: Der Schrei

### Religion
- 1344: Papst Clemens VI. gewährt der Königin Agnes von Ungarn das Privileg, das Kloster Königsfelden so oft sie wolle zu besuchen und an das Kloster ein Haus zu bauen.

### Katastrophen
- 1942: Der zur Geleitsicherung eingesetzte US-amerikanische Zerstörer Ingraham geht westlich von Halifax im Nordatlantik nach der Kollision mit dem Tankschiff Chemung unter. Von den 200 Mann Besatzung des Zerstörers sterben 189, der Tanker wird schwer beschädigt.
- 2002: In Nepal prallt eine mit überwiegend deutschen Passagieren besetzte DHC-6-300 Twin Otter der Shangri-La Air bei schlechtem Wetter gegen ein Bergmassiv. Alle Insassen kommen bei dem Absturz ums Leben.

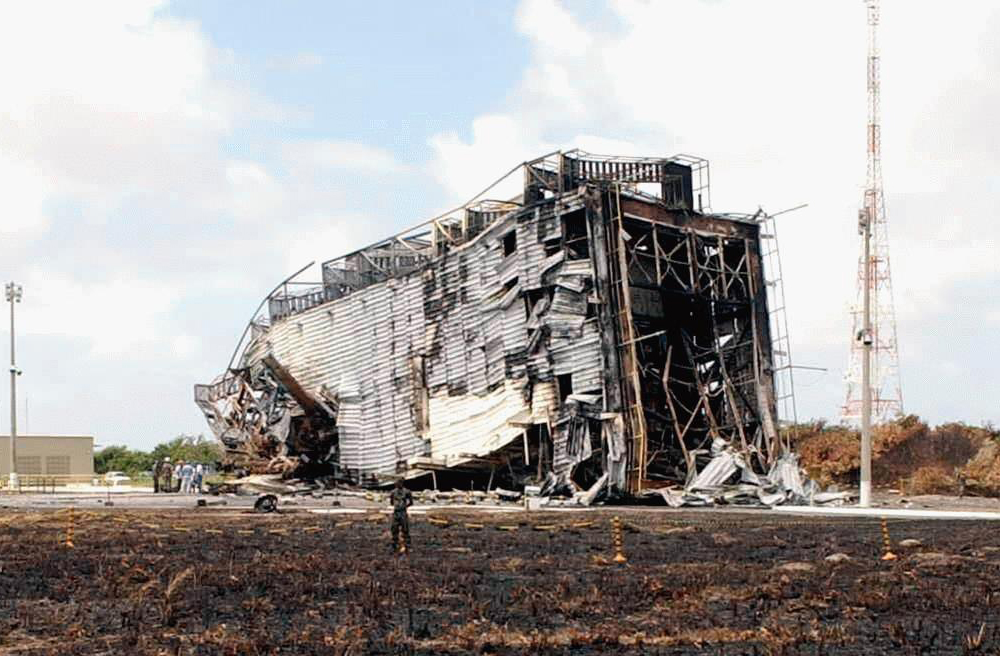
2003: Montagebauwerk nach der Explosion

- 2003: Im Weltraumbahnhof Alcântara ereignet sich die Brasilianische Raketenexplosion, ausgelöst durch ein unerwartet zündendes Triebwerk einer VLS-1-Rakete. 21 Menschen kommen ums Leben, der Raketenstarttisch und die Montagestruktur werden zerstört.
- 2005: Mehrtägige Regenfälle lösen Hochwasser in den Alpen aus. In der Nacht vom 22. auf den 23. August trifft die Schweiz, besonders Bern und das Berner Oberland, eine große Flutkatastrophe. Sechs Menschen kommen in Schlammlawinen oder im Wasser um. Die Schäden im Land werden später mit etwa 2,5 Milliarden Schweizer Franken ermittelt.
- 2006: In der Oblast Donezk (Ukraine) stürzt eine Tupolew Tu-154 auf dem Pulkovo-Airlines-Flug 612 beim Versuch ab, ein Gewitter zu durchfliegen. Alle 170 Passagiere der Maschine sterben.

Kleinere Unglücksfälle sind in den Unterartikeln von Katastrophe und in der Liste von Katastrophen aufgeführt.

### Sport

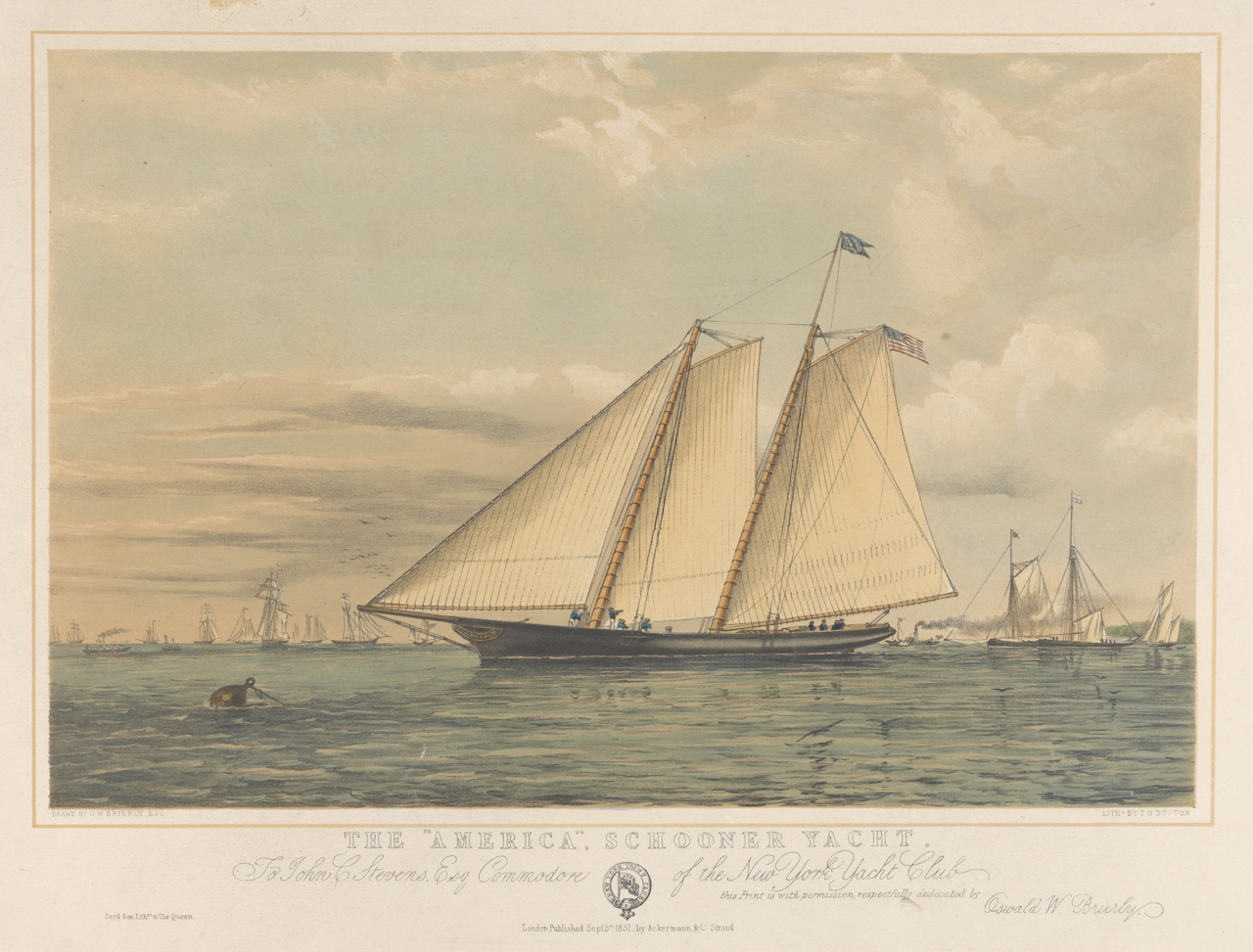
1851: Die America

- 1851: Vor der Isle of Wight wird der 100 Guinea Cup durchgeführt. Nach dem ersten Sieger des Cups, dem Schoner America wird das Ereignis in der Folge nur noch America’s Cup genannt.

Einträge von Leichtathletik-Weltrekorden befinden sich unter der jeweiligen Disziplin unter Leichtathletik.

## Geboren

### Vor dem 18. Jahrhundert
- 1412: Friedrich II., Kurfürst von Sachsen
- 1485: Beatus Rhenanus, deutscher Humanist und Philologe
- 1526: Adolf, Graf von Nassau-Saarbrücken
- 1554: Eleonora von Zimmern, deutsche Adelige
- 1570: Franz Seraph von Dietrichstein, mährischer Adliger, Kardinal und Bischof von Olmütz
- 1571: Christine von Diez, deutsche Adelige und Gutsherrin
- 1572: Rudolf Goclenius der Jüngere, deutscher Arzt, Physiker, Mediziner, Mathematiker und Astronom
- 1598: Johann Christoph Meurer, Syndicus und Diplomat der Hansestadt Hamburg
- 1606: Camille de Neufville de Villeroy, Erzbischof von Lyon
- 1615: Christopher Gibbons, englischer Organist und Komponist (Taufdatum)
- 1624: Jean Regnault de Segrais, französischer Dichter
- 1638: Georg Christoph Eimmart, Nürnberger Astronom und Kupferstecher
- 1642: Johann Georg Döhler, deutscher Jurist
- 1646: Thomas von Wickede, Bürgermeister von Lübeck

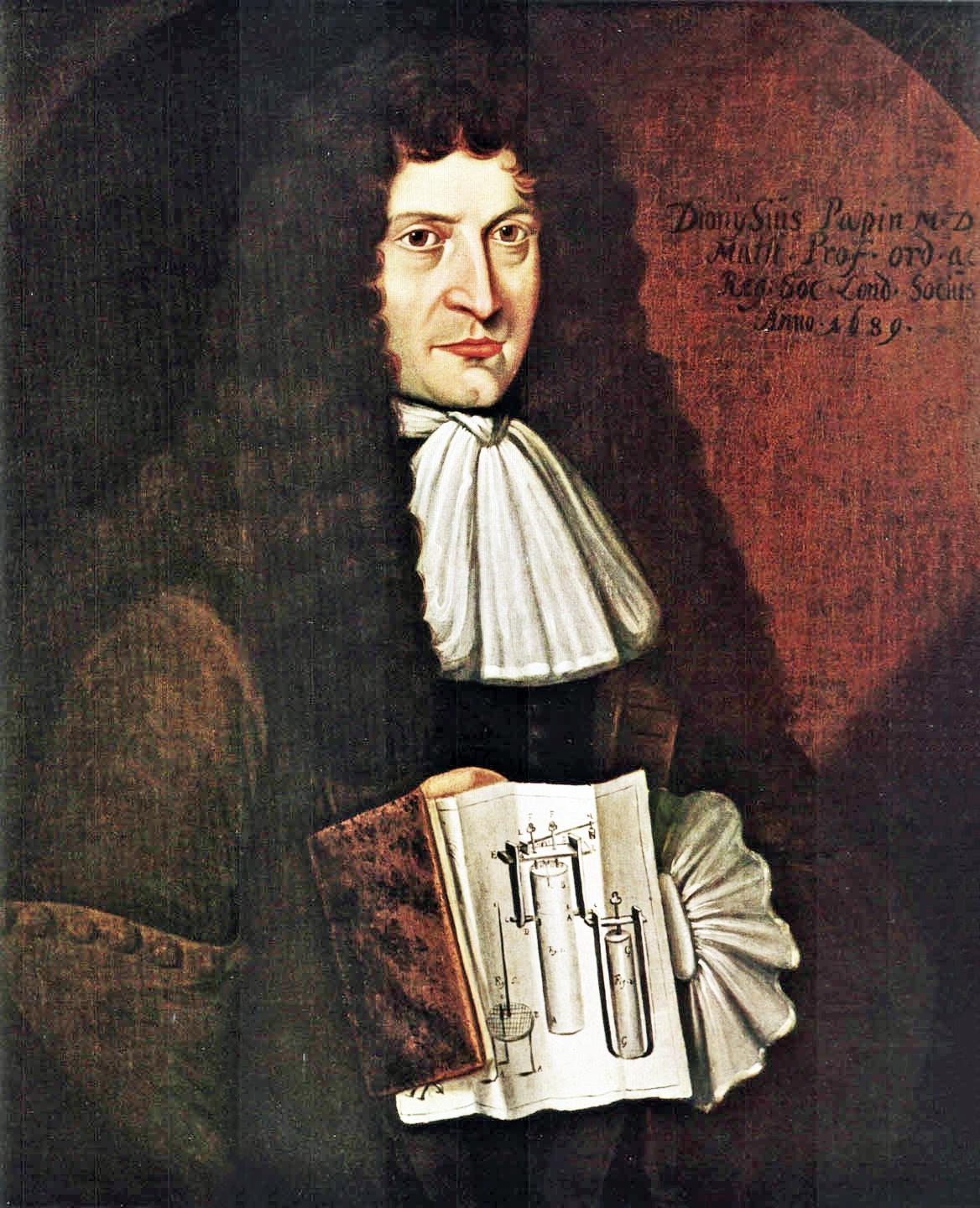
Denis Papin (* 1647)

- 1647: Denis Papin, Erfinder des Dampfkochtopfes
- 1648: Gerard Hoet, niederländischer Maler
- 1658: Johann Ernst, Herzog von Sachsen-Saalfeld
- 1661: Ferdinand von Fürstenberg, Obriststallmeister des Hochstifts Paderborn
- 1662: Christoph Hochreutiner, Schweizer Bürgermeister und Tagsatzungsgesandter
- 1683: Erdmann II. von Promnitz, Standesherr zu Sorau und Triebel

### 18. Jahrhundert
- 1708: Johann David Steinmüller, deutscher evangelisch-lutherischer Theologe

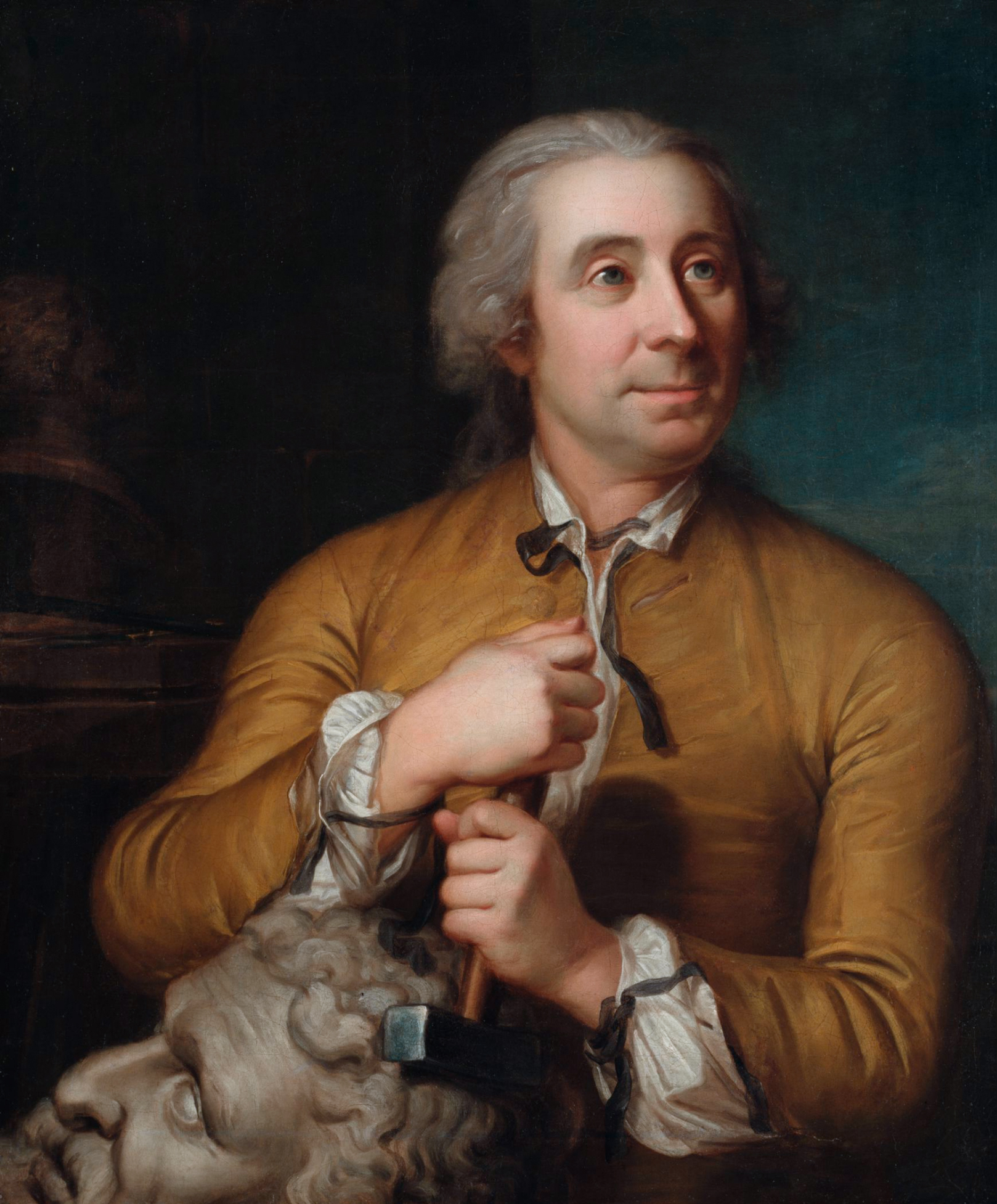
Johann August Nahl der Ältere (* 1710)

- 1710: Johann August Nahl der Ältere, deutscher Bildhauer und Stuckateur
- 1711: Heinrich von Bibra, Fürstbischof des Hochstift Fulda
- 1721: Nikolaus Wilhelm Schröder deutscher Orientalist und Bibliothekar
- 1722: Josef Georg Hörl, österreichischer Politiker und Jurist
- 1741: Charles Clerke, britischer Seefahrer und Entdecker
- 1742: Johann Heinrich Ludwig Meierotto, deutscher Geograf und Pädagoge
- 1743: Friedrich Christian Lorenz Schweigger, deutscher evangelischer Theologe
- 1746: Johan Heinrich Knuth, dänischer Gutsbesitzer, Kammerherr und Geheimrat
- 1746: Anna Katharina Schönkopf, Leipziger Wirtstochter und Jugendliebe Johann Wolfgang von Goethes
- 1747: Andreas Stütz, österreichischer Geologe und Mineraloge
- 1752: Johann Gottfried am Ende, evangelischer Theologe
- 1753: Christian Friedrich Ruppe, niederländischer Musiker und Komponist deutscher Herkunft
- 1754: Augustin Keller, Schweizer Militär
- 1755: Louis André Jordan, deutsch-französischer Textil-Unternehmer und Bankier
- 1760: Leo XII., Papst
- 1764: Josef Abel, österreichischer Maler
- 1764: Charles Percier, französischer Architekt

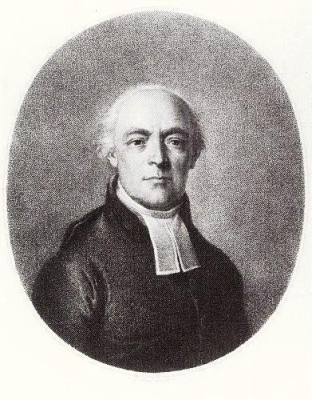
Karl Gottlob Sonntag (* 1765)

- 1765: Karl Gottlob Sonntag, deutscher Geistlicher, Generalsuperintendent von Livland
- 1765: Carl Ludwig Willdenow, deutscher Botaniker
- 1766: Jakob Salat, katholischer Theologe und Philosoph
- 1768: Friedrich Delbrück, preußischer Theologe und Erzieher
- 1770: Hans Conrad von Orelli, Schweizer evangelischer Geistlicher und Hochschullehrer
- 1771: Henry Maudslay, englischer Maschinenbauer
- 1773: Charles Dominique Joseph Bouligny, US-amerikanischer Politiker
- 1773: Franz Bogislaus Westermeier deutscher evangelischer Theologe
- 1774: Bartholomä Herder, Verleger
- 1775: François Péron, französischer Botaniker und Zoologe
- 1776: Carlo Amati, italienischer Architekt
- 1779: Johann Gottlieb Kreyßig, deutscher Pädagoge und Philologe

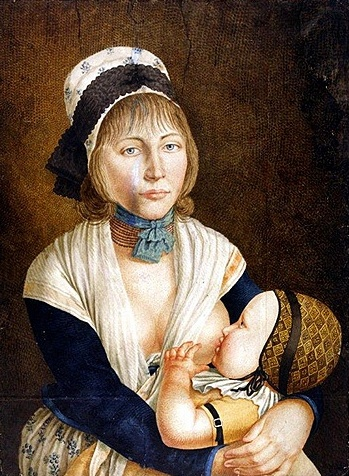
Juliana Blasius (* 1781)

- 1781: Juliana Blasius, Räuberbraut des Johannes Bückler
- 1782: Julius August von Bernuth, deutscher Beamter
- 1787: Christian Friedrich von Stockmar, deutscher Arzt und Staatsmann
- 1794: Friedrich Gotthilf Osann, deutscher Altphilologe
- 1795: Gottlieb von Ankershofen, österreichischer Historiker und Landeskonservator
- 1798: Theodor von Brescius, preußischer Landrat und Gutsbesitzer
- 1799: Ferdinand Johannes Wit von Dörring, deutsch-dänischer Schriftsteller, Journalist und Politiker
- 1800: Johann Rudolf Kölner, Schweizer Publizist und Dichter

### 19. Jahrhundert

#### 1801–1850
- 1810: Caspar Scheuren, deutscher Maler und Illustrator
- 1811: Franz Xaver Dieringer, deutscher katholischer Theologe
- 1816: Arnold Otto Aepli, Schweizer Politiker und Jurist
- 1818: Carlo Pisacane, italienischer Politiker, Guerillakämpfer und Schriftsteller

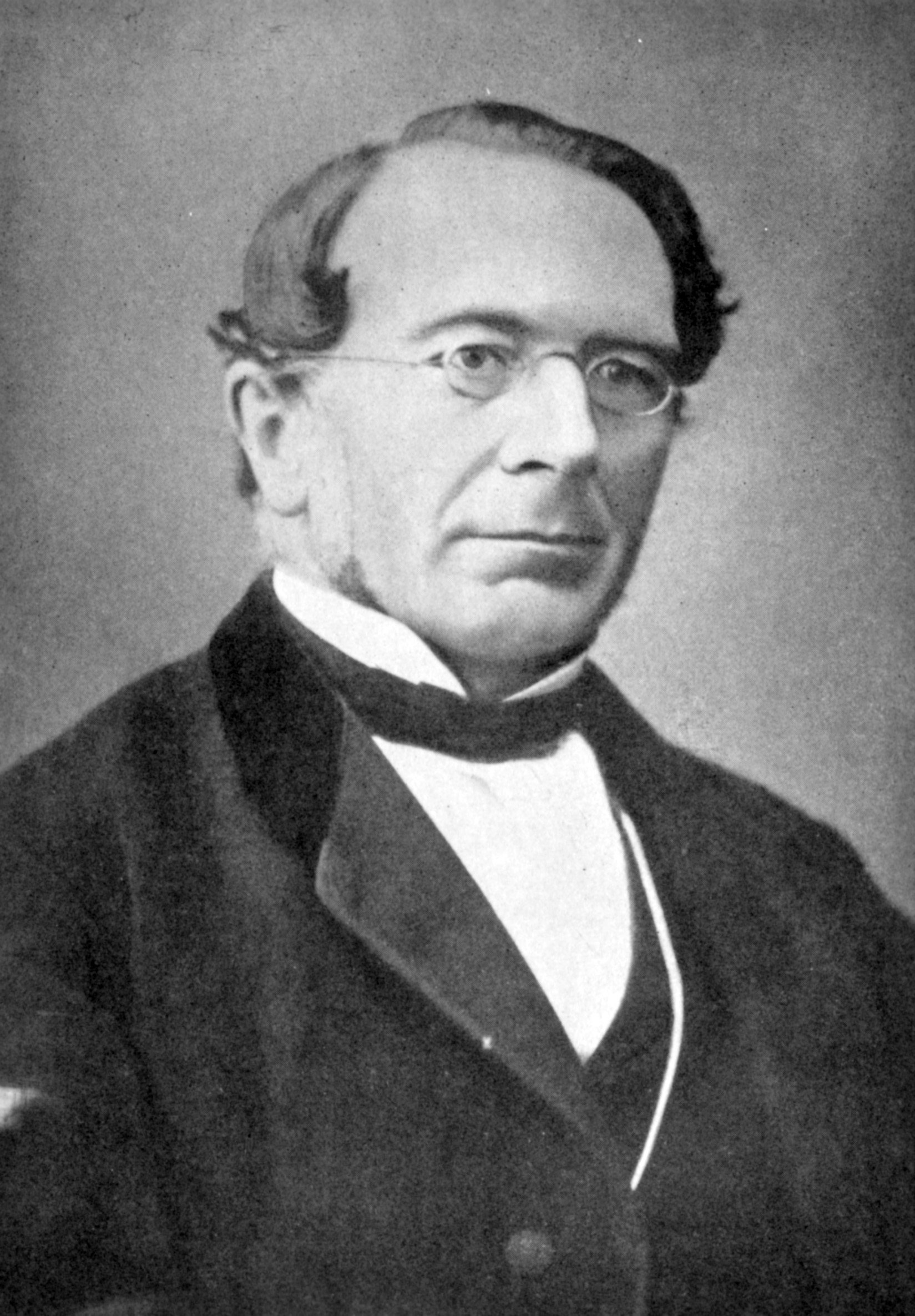
Rudolf von Jhering (* 1818)

- 1818: Rudolf von Jhering, deutscher Rechtsgelehrter
- 1819: Johann Nepomuk Brischar, deutscher Kirchenhistoriker
- 1821: Thomas Brunner, britischer Landvermesser in Neuseeland
- 1821: Edouard Plouvier, französischer Dramatiker und Librettist
- 1822: Emil Ladenburg, deutscher Unternehmer und Bankier
- 1823: Hans Alfred Erbe, deutscher Jurist
- 1824: Gebhard Nikolaus von Alvensleben, Oberforstmeister und Mitglied des preußischen Herrenhauses
- 1826: Johann Joseph Bohrer, Schweizer römisch-katholischer Geistlicher
- 1827: Anton Nowotny, tschechischer Autor von Schachkompositionen
- 1827: Edouard Silas, niederländischer Komponist und Organist
- 1828: Jonas Breitenstein, Schweizer Dichterpfarrer
- 1829: Sebastian Abratzky, Bezwinger der Festung Königstein
- 1830: Albert Haug, deutscher kunstsinniger Arzt
- 1831: Arwed Emminghaus, deutscher Nationalökonom

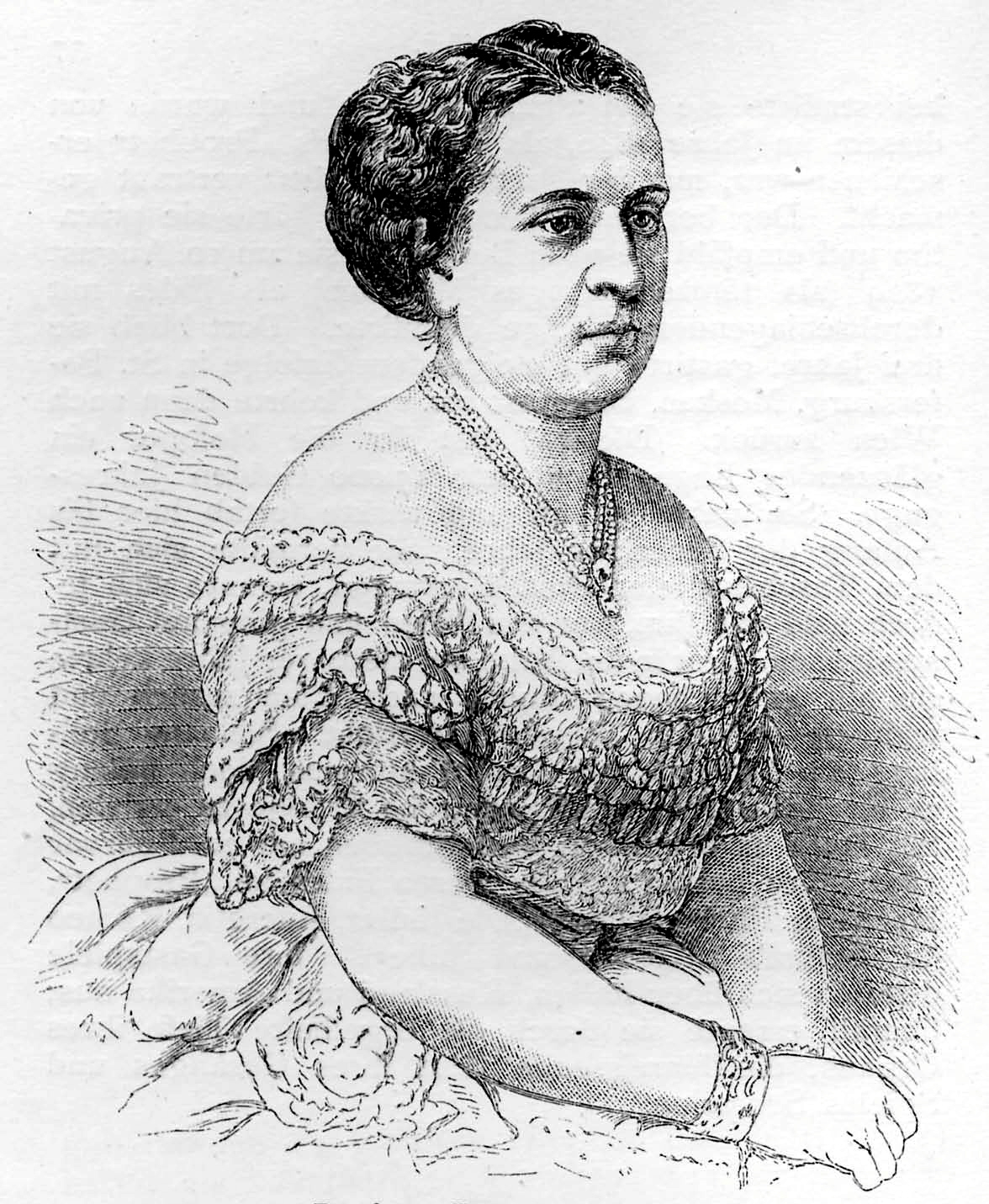
Louise Dustmann-Meyer (* 1831)

- 1831: Louise Dustmann-Meyer, deutsche Opernsängerin (Sopran)
- 1834: Samuel Pierpont Langley, US-amerikanischer Astrophysiker und Flugpionier
- 1837: Leberecht Arendt, deutscher Politiker
- 1839: Johann Georg Mönckeberg, deutscher Politiker, Erster Bürgermeister von Hamburg
- 1840: Thomas Johann Heinrich Mann, Lübecker Kaufmann
- 1846ː Georgine Köhler, deutsche Schriftstellerin
- 1846: Amalie Skram, norwegisch-dänische Schriftstellerin und Frauenrechtlerin
- 1847: John Forrest, australischer Entdecker und Politiker
- 1847: Alexander Mackenzie, schottischer Komponist und Dirigent
- 1848: Giuseppe dell’Orefice, italienischer Komponist

#### 1851–1900
- 1851: Richard Andersson, schwedischer Komponist, Pianist und Musikpädagoge

- 1854: Milan I., serbischer König

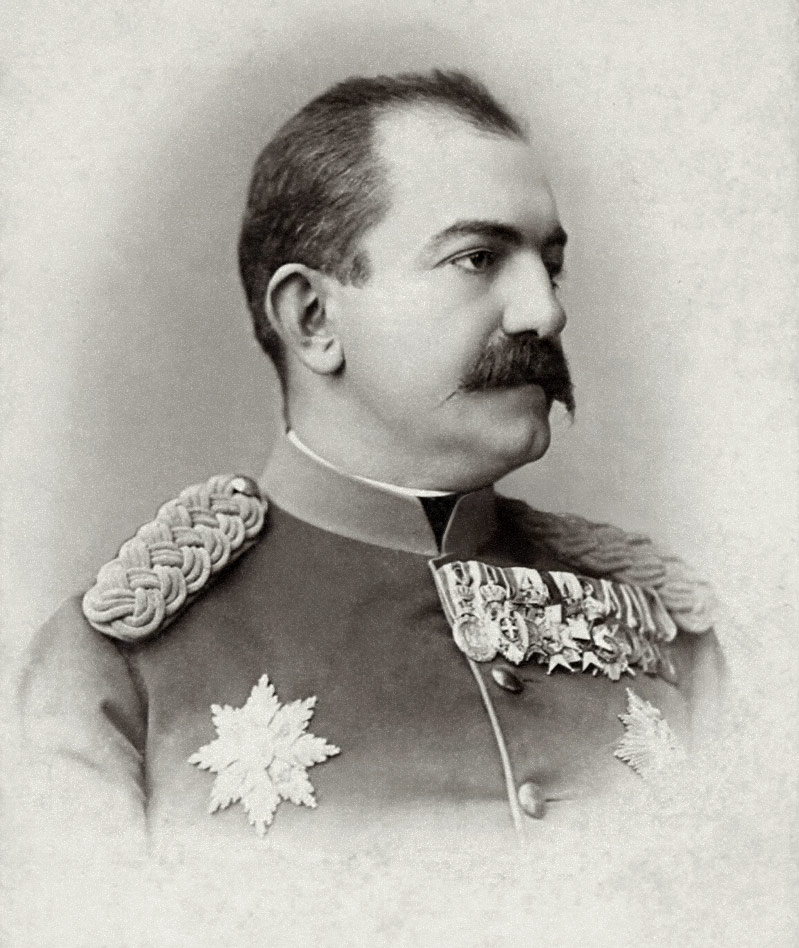
Milan I. (* 1854)

- 1855: Carl Funke, deutscher Unternehmer
- 1856: Emanuel von Seidl, deutscher Architekt und Ingenieur
- 1857: Margarethe Hormuth-Kallmorgen, deutsche Malerin und Grafikerin
- 1860: Alfred Ploetz, deutscher Arzt und Eugeniker
- 1860: Gustaf Fröding, schwedischer Lyriker
- 1860: Paul Nipkow, deutscher Techniker und Erfinder
- 1861: Otto Hartwich, deutscher Theologe und Prediger
- 1862: Claude Debussy, französischer Komponist
- 1863: Otto Roth, deutscher Chirurg
- 1866: Paul Aust, deutscher Landschaftsmaler, Grafiker und Schriftsteller
- 1867: Dietlof von Arnim-Boitzenburg, preußischer Politiker

Max Bircher-Benner (* 1867)

- 1867: Max Bircher-Benner, Schweizer Arzt und Ernährungswissenschaftler
- 1867: Maud Powell, US-amerikanische Violinistin
- 1868: Edward H. R. Green, US-amerikanischer Philatelist und Numismatiker
- 1869: Arthur Holitscher, ungarischer Schriftsteller
- 1870: Daniel Read Anthony junior, US-amerikanischer Politiker
- 1871: Lydia Rabinowitsch-Kempner, russisch-deutsche Mikrobiologin
- 1871: Deguchi Onisaburō, Mitbegründer der Ōmoto-Religion
- 1872: Wilhelm Jänecke, deutscher Architekt, Kunsthistoriker, preußischer Baubeamter und Hochschullehrer
- 1872: Ferdinand Mirwald, deutscher Maler
- 1873: Alexander Alexandrowitsch Bogdanow, russischer Philosoph und Ökonom, Soziologe und Arzt
- 1873: Walter von Nathusius, deutscher Unternehmer
- 1874: Edward Bairstow, britischer Organist und Pädagoge, Komponist, Chorleiter und Dirigent

Max Scheler (* 1874)

- 1874: Max Scheler, deutscher Philosoph und Soziologe
- 1875: Romain Pelletier, kanadischer Organist, Komponist und Musikpädagoge
- 1876ː Hilda Cashmore, britische Sozialarbeiterin
- 1878: Edward Johnson, kanadischer Sänger und Operndirektor
- 1878: Ladislav Klíma, tschechischer Prosaist, Dramatiker und Dichter
- 1878: Maxime Piaggio, französischer Ruderer
- 1879: Josef Roeckerath, Landgerichtspräsident, Mitglied des Reichswirtschaftsgerichts
- 1879: Karl Schapper, deutscher Widerstandskämpfer gegen den Nationalsozialismus
- 1880: George Herriman, US-amerikanischer Comiczeichner und Karikaturist
- 1880: Gorch Fock, deutscher Schriftsteller
- 1882: Heinrich Anwender, rumänischer Journalist, Politiker und Buchdrucker
- 1882: Élise Deroche, französische Pilotin, erste Frau der Welt, die einen Pilotenschein machte

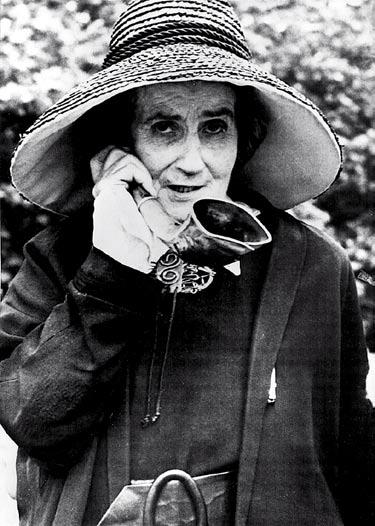
Elisabeth de Meuron (* 1882)

- 1882: Elisabeth de Meuron, Schweizer Aristokratin, Berner Original
- 1884: Panait Istrati, rumänischer Schriftsteller
- 1884: Hans Rudolf Theodor Schubert, preußischer Staatsarchivar und Historiker
- 1886: August Geislhöringer, deutscher Politiker, MdL, Landesminister
- 1887: Johann Ludwig Graf Schwerin von Krosigk, deutscher Jurist und Politiker, Reichsfinanzminister
- 1888: Walther von Seydlitz-Kurzbach, deutscher General
- 1888: Willi Schur, deutscher Schauspieler, Sänger und Regisseur
- 1890: Floyd Allport, US-amerikanischer Sozialpsychologe
- 1890: Dora Schlatter, deutsch-schweizerische Politikerin
- 1891: Jacques Lipchitz, französisch-amerikanischer Bildhauer
- 1891: Walter Lutze, deutscher Dirigent
- 1893: Dorothy Parker, US-amerikanische Schriftstellerin
- 1893: Ernst Waldow, deutscher Schauspieler

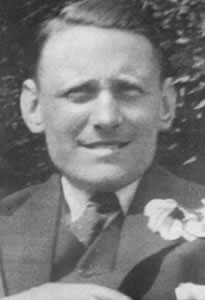
Willem Arondeus (* 1894)

- 1894: Willem Arondeus, niederländischer Kunstmaler, Schriftsteller und Widerstandskämpfer
- 1894: Walter Rilla, deutscher Schauspieler
- 1895: Paul White, US-amerikanischer Komponist, Dirigent, Geiger und Musikpädagoge
- 1896: Frank Loomis, US-amerikanischer Leichtathlet, Olympiasieger
- 1897: Elisabeth Bergner, österreichische Schauspielerin
- 1900: Váša Příhoda, tschechischer Geiger
- 1900: Albert Schneider, deutscher Motorradrennfahrer

### 20. Jahrhundert

#### 1901–1925
- 1901: Dmitri Nikolajewitsch Tschetschulin, russischer Architekt
- 1902: Erwin Kramer, Minister in der DDR und Generaldirektor der Deutschen Reichsbahn
- 1902: Carl Jacob Jucker, Schweizer Industriedesigner und Silberschmied
- 1902: Leni Riefenstahl, deutsche Tänzerin, Schauspielerin und Regisseurin
- 1903: Albert Francis Birch, US-amerikanischer Geophysiker
- 1903: Jerry Iger, US-amerikanischer Cartoonist und Comiczeichner
- 1904ː Fancia Grün, Widerstandskämpferin, Opfer des Nationalsozialismus
- 1904: Deng Xiaoping, chinesischer Politiker
- 1904: Walter Wiborg, plattdeutscher Autor
- 1905: John Lyng, norwegischer konservativer Politiker
- 1906: Gerhard Koch, deutscher Jurist, Finanzbeamter und Politiker, MdB
- 1906: Stig Wennerström, schwedischer Spion
- 1908: Henri Cartier-Bresson, französischer Fotograf
- 1908: Erwin Thiesies, deutscher Rugbyspieler und -trainer
- 1909: Julius J. Epstein, US-amerikanischer Drehbuchautor
- 1909: Wladimir Grigorjewitsch Jermolajew, sowjetischer Flugzeugkonstrukteur
- 1911: Edvard Hambro, norwegischer Politiker
- 1911: Robert Fischer, Präsident des Bundesgerichtshofs
- 1912: Simone Schaller, US-amerikanische Leichtathletin
- 1912: Mac Zimmermann, deutscher Maler und Graphiker
- 1913: Bruno Pontecorvo, italienisch-russischer Physiker
- 1913: Robert Schollum, österreichischer Komponist und Dirigent
- 1914: Franz Orgler, deutscher Leichtathlet

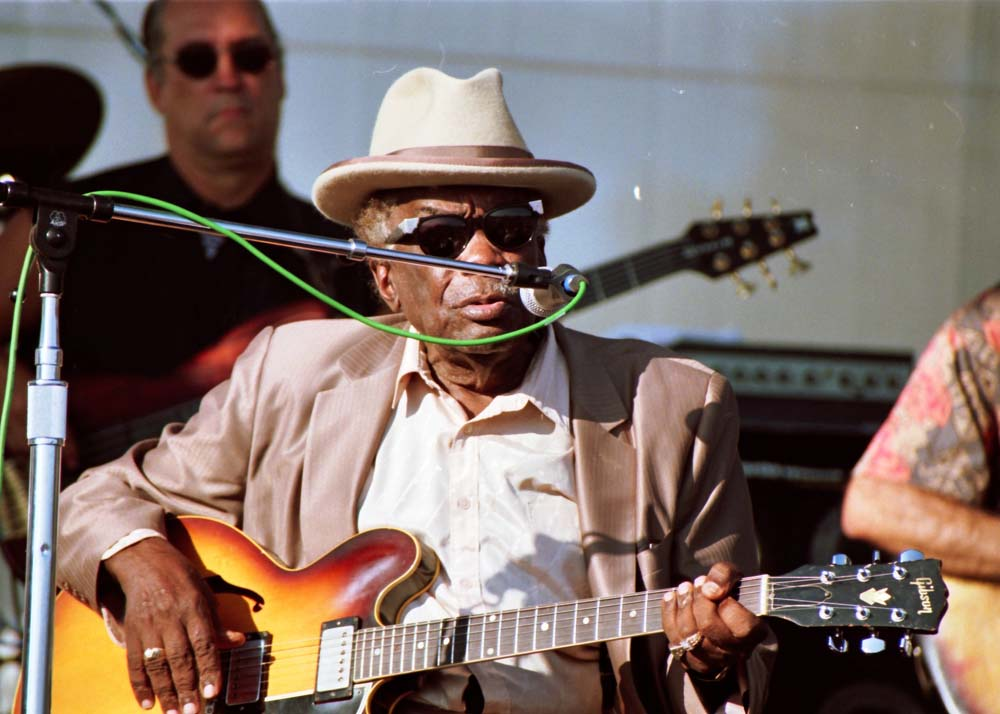
John Lee Hooker (* 1917)

- 1915: Alex Wojciechowicz, US-amerikanischer American-Football-Spieler
- 1915: José Antonio Zorrilla, mexikanischer Komponist, Schriftsteller, Drehbuchautor und Regisseur
- 1916: Anthony Michaelis, englischer Wissenschaftsjournalist
- 1917: John Lee Hooker, US-amerikanischer Bluesmusiker
- 1917: Rudolf Frey, deutscher Anästhesist, Hochschulprofessor
- 1918: Said Mohamed Djohar, Präsident der Komoren
- 1919: Alan Cathcart, 6. Earl Cathcart, britischer Peer und Offizier

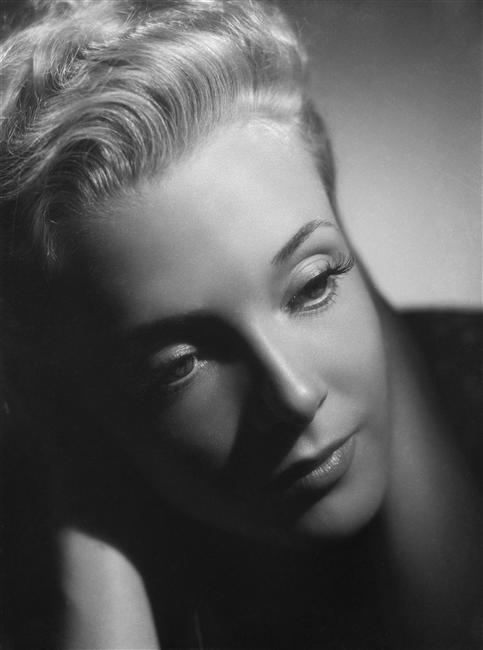
Micheline Presle (* 1922)

- 1920: Ray Bradbury, US-amerikanischer Schriftsteller und Drehbuchautor
- 1920: Wolfdietrich Schnurre, deutscher Schriftsteller
- 1921: Claude Durrens, französischer Briefmarkenkünstler
- 1921: Michael Yeats, irischer Politiker
- 1922: Miloš Kopecký, tschechischer Schauspieler
- 1922: Kurt Laue, deutscher Fußballtorhüter
- 1922ː Micheline Presle, französische Schauspielerin
- 1924: Andimba Toivo ya Toivo, namibischer Menschen- und Bürgerrechtler
- 1925: Honor Blackman, britische Schauspielerin
- 1925: Dietmar Kienast, deutscher Althistoriker
- 1925: Ernst Hofbauer, österreichischer Regisseur und Drehbuchautor
- 1925: Swetlana Masowezkaja, sowjetische bzw. israelische Schauspielerin, Synchronsprecherin, Schauspiellehrerin und Radiosprecherin

#### 1926–1950
- 1926: Max Georg Freiherr von Twickel, deutscher Weihbischof im Bistum Münster und Bischöflich Münsterischer Offizial
- 1927: Alfred Wellm, deutscher Schriftsteller
- 1928: Alice Baber, US-amerikanische Malerin
- 1928: Günther C. Kirchberger, deutscher Maler

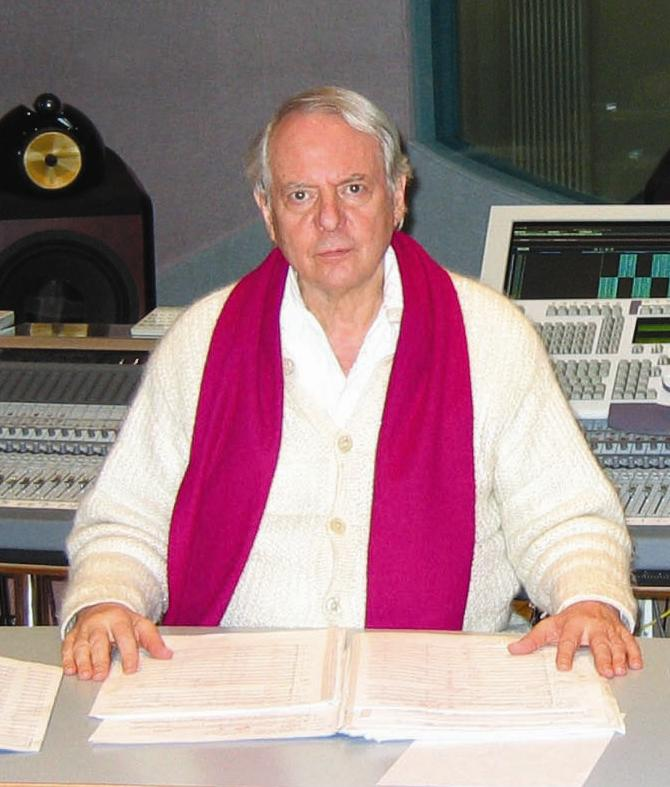
Karlheinz Stockhausen (* 1928)

- 1928: Karlheinz Stockhausen, deutscher Komponist
- 1929: Karl-Heinz Pollok, deutscher slawischer Philologe, Gründungspräsident der Universität Passau
- 1929: Pauli Toivonen, finnischer Rallyefahrer
- 1929: Ulrich Wegener, deutscher Polizeioffizier
- 1930: Gilmar, brasilianischer Fußballspieler
- 1930: Günter Lüdke, deutscher Schauspieler
- 1931: Stefan Andreae, deutscher Pastoraltheologe
- 1932: Gerald P. Carr, US-amerikanischer Astronaut
- 1932: Jutta Neumann, deutsche Leichtathletin
- 1933: Irmtraud Morgner, deutsche Schriftstellerin
- 1933: Michael von Albrecht, deutscher klassischer Philologe
- 1933: Sylva Koscina, italienische Schauspielerin
- 1934: Hartmut Boockmann, deutscher Historiker

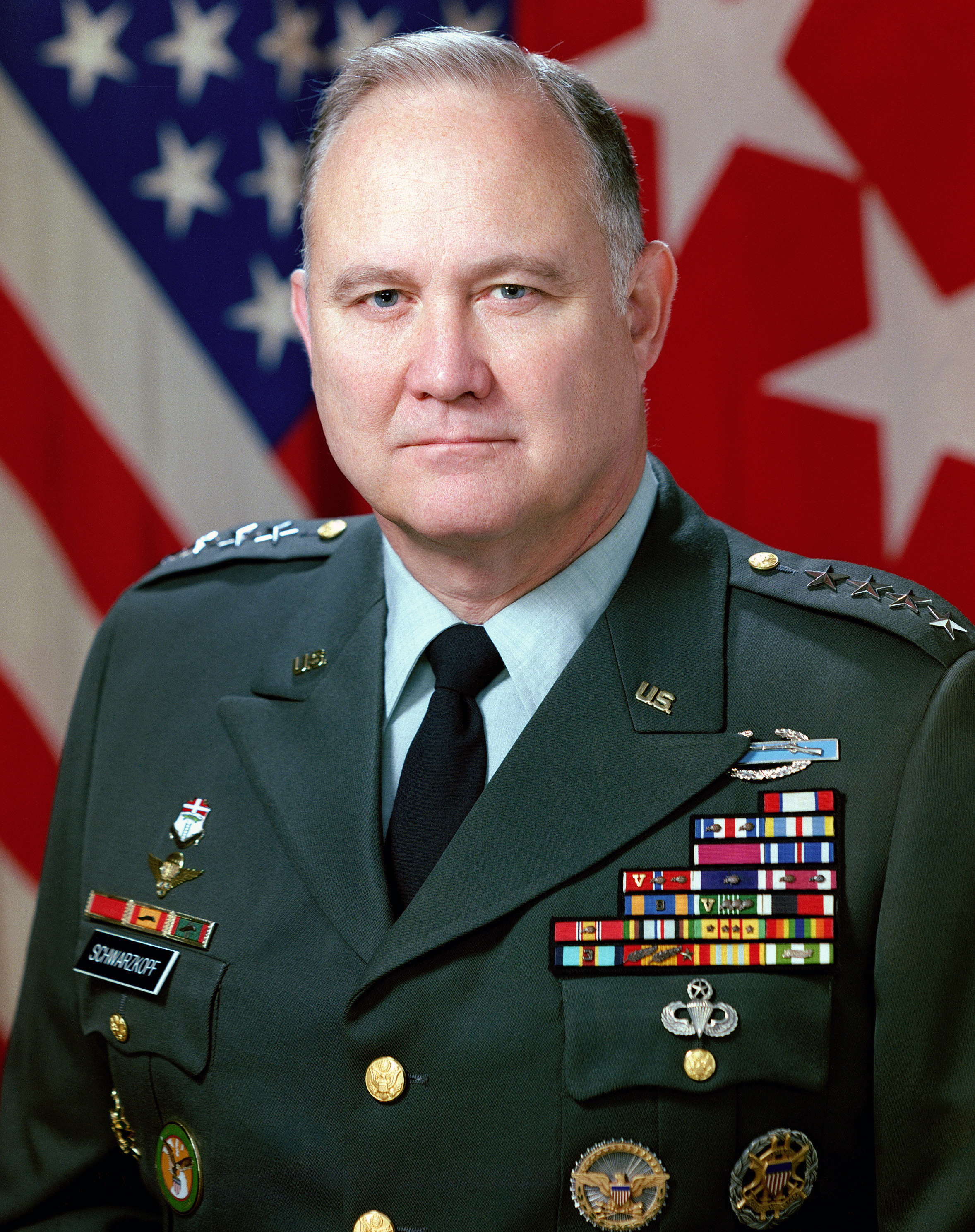
Norman Schwarzkopf junior (* 1934)

- 1934: Norman Schwarzkopf junior, US-amerikanischer General
- 1935: Annie Proulx, kanadische Schriftstellerin und Journalistin
- 1935: Hansgünther Heyme, deutscher Theaterregisseur
- 1936: Dale Hawkins, US-amerikanischer Rock-’n’-Roll-Musiker
- 1936: Werner Stengel, deutscher Ingenieur und Achterbahnkonstrukteur
- 1937: Enrique García Asensio, spanischer Dirigent und Musikpädagoge
- 1937: Malachi Favors, US-amerikanischer Jazzbassist
- 1938: Günter Neumann, deutscher Opernsänger (Tenor)
- 1938: Ingo Porges, deutscher Fußballspieler
- 1939: Bodo Theodor Adolphi, deutscher Politiker
- 1939: Carl Yastrzemski, US-amerikanischer Baseballspieler
- 1940: Karl-Ernst Apfelbacher, deutscher Theologe
- 1940: Lynne Bowen, kanadische Historikerin

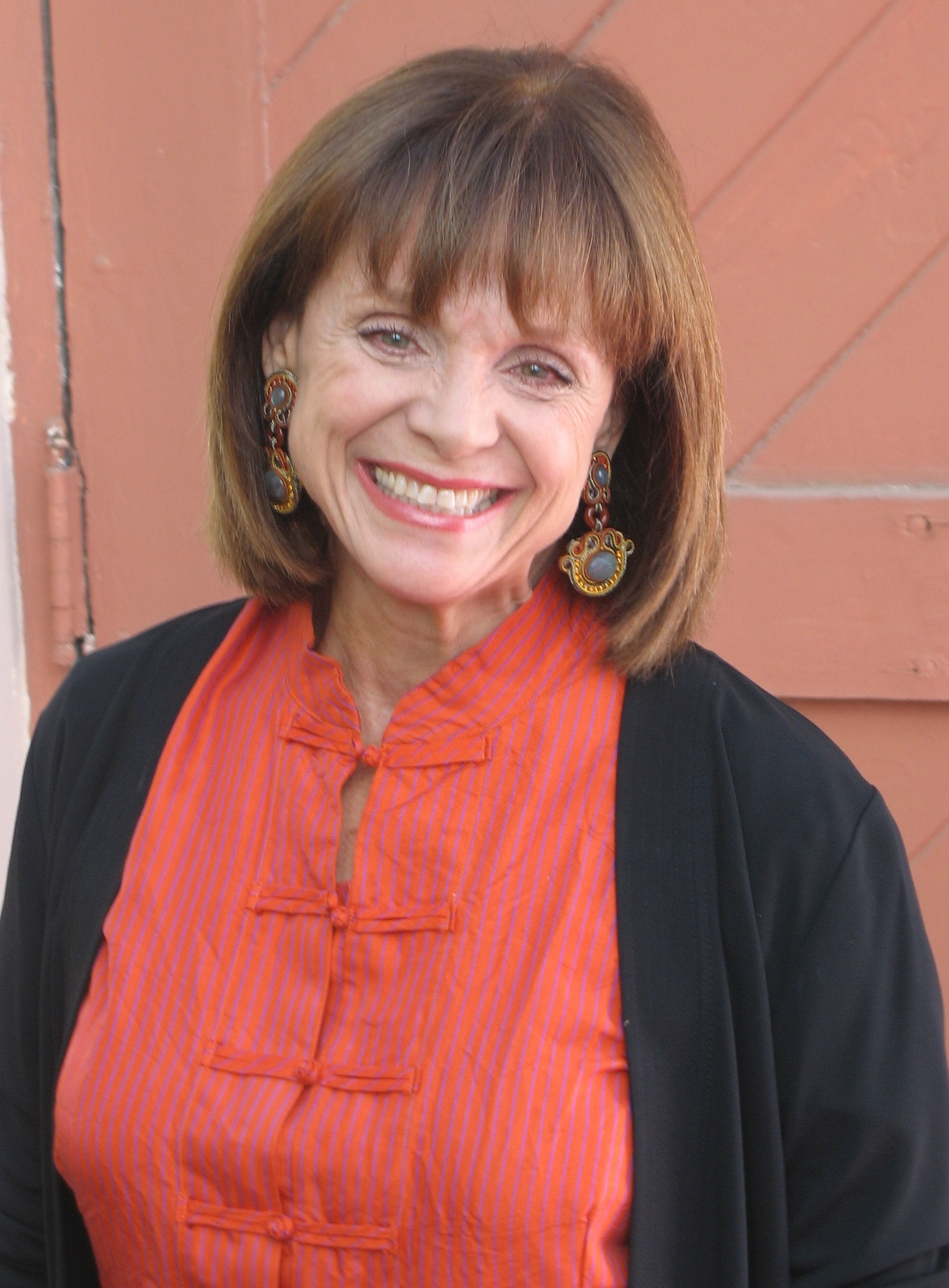
Valerie Harper (* 1940)

- 1940: Valerie Harper, US-amerikanische Schauspielerin
- 1941: Bill Parcells, US-amerikanischer American-Football-Trainer
- 1941: Klaus-Peter Sattler, österreichischer Komponist
- 1941: Hannspeter Winter, österreichischer Physiker
- 1942: Harald Norpoth, deutscher Leichtathlet
- 1942: Monika Lundi, deutsche Schauspielerin
- 1942: Uğur Mumcu, türkischer Journalist und Schriftsteller
- 1942: Søren Steen, dänischer Schauspieler
- 1943: Dante Spinotti, US-amerikanischer Kameramann italienischer Herkunft
- 1943: Nahas Angula, namibischer Politiker
- 1944: Franz Peter Basten, deutscher Politiker, MdB
- 1944: Peter Hofmann, deutscher Opernsänger
- 1945: Steve Kroft, US-amerikanischer Journalist
- 1945: Sylvia Vrethammar, schwedische Sängerin
- 1946: K. C. Cole, US-amerikanische Wissenschaftsjournalistin und Schriftstellerin

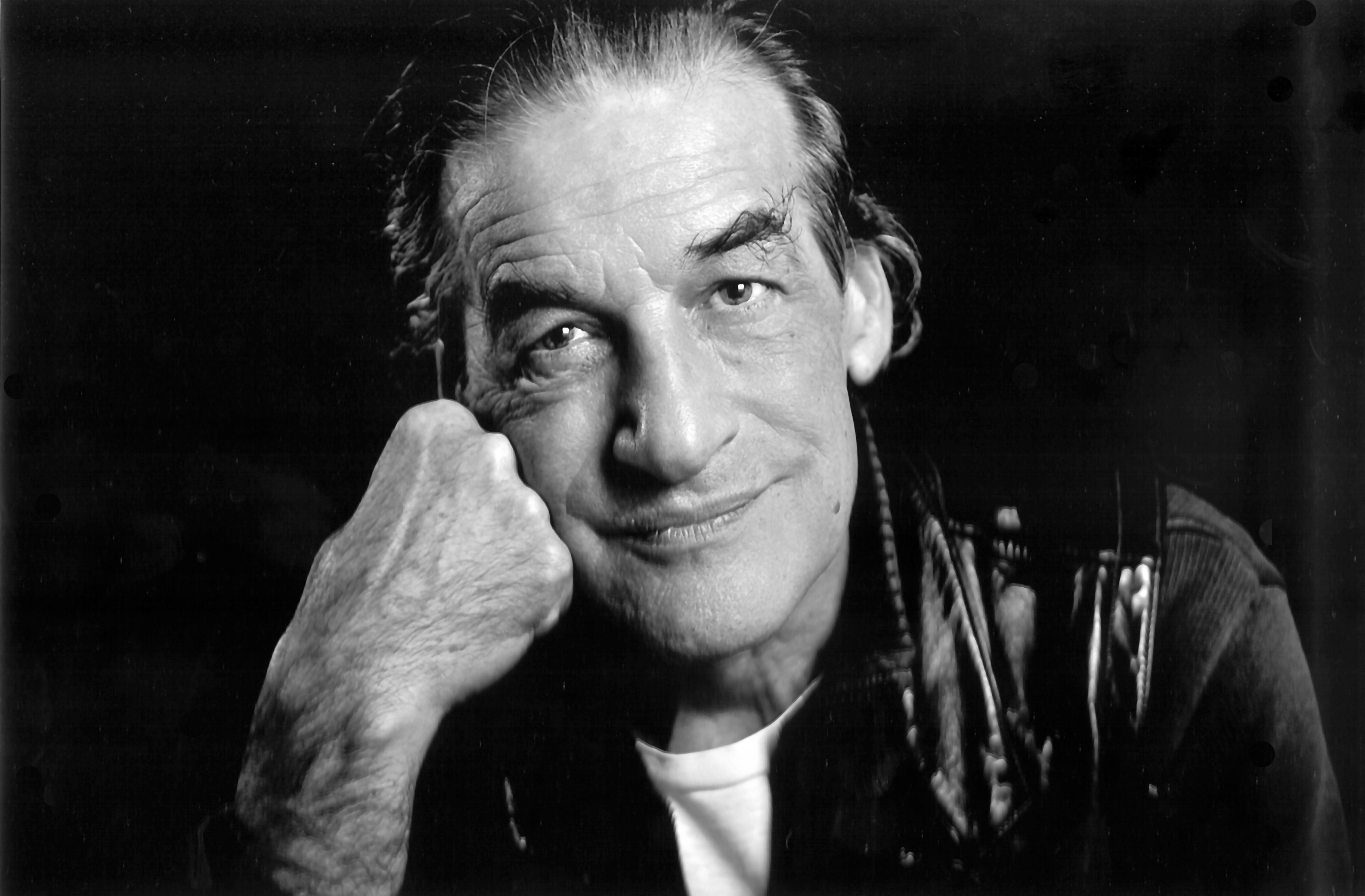
Raimund Krone (* 1946)

- 1946: Raimund Krone, deutscher Schauspieler und Synchronsprecher
- 1947: Gerhard Mammen, deutscher Ökonom, Professor und Präsident der Hochschule Ansbach
- 1947: Alan Sked, britischer Historiker und Politiker
- 1948: Peter James, englischer Autor und Filmproduzent
- 1948: Jozef Machálek, schwedisch-slowakischer Mittel- und Langstreckenläufer
- 1949: Fernando Arias Cabello, peruanischer Sänger und Komponist
- 1949: Þórarinn Eldjárn, isländischer Schriftsteller
- 1949: Diana Nyad, US-amerikanische Langstreckenschwimmerin
- 1949: Christoph Schwind, deutscher Kommunalpolitiker
- 1950: Elisabeta Lazăr, rumänische Ruderin
- 1950: Lewis Libby, US-amerikanischer Jurist und Politiker

#### 1951–1975
- 1951: Hans-Joachim Flebbe, deutscher Unternehmer, Gründer der CinemaxX AG
- 1951: Leiko Ikemura, japanisch-schweizerische Malerin und Bildhauerin
- 1952: Hans Otfried Dittmer, deutscher Schriftsteller und Verleger
- 1952: Hartmut Huhse, deutscher Fußballspieler
- 1952: Oskar Niedermayer, deutscher Professor für Politische Wissenschaft
- 1953: Evelyn Thomas, US-amerikanische Sängerin

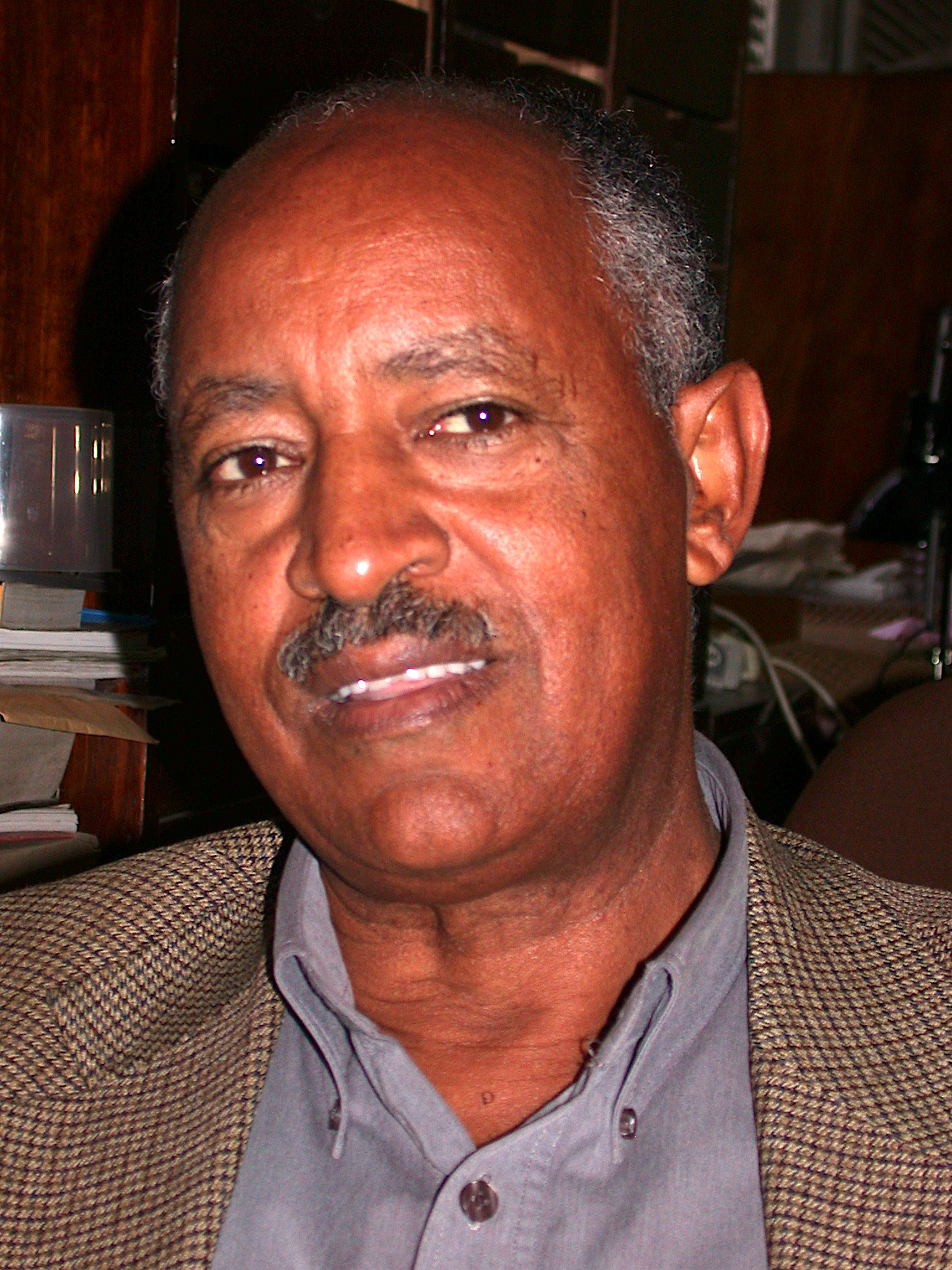
Berhane Asfaw (* 1954)

- 1954: Berhane Asfaw, äthiopischer Paläoanthropologe
- 1954: Emilio Campos, venezolanischer Fußballspieler
- 1954: Gary Kulesha, kanadischer Komponist, Dirigent, Pianist und Musikpädagoge
- 1954: Peter Schaar, deutscher Datenschutzexperte
- 1954: Gert Wilden junior, deutscher Musiker, Filmkomponist und Arrangeur
- 1955: Tony Burgess, kanadischer Autorennfahrer
- 1955: Thomas Heise, deutscher Dokumentarfilmer
- 1956: Babette Koblenz, deutsche Komponistin
- 1956: Paul Molitor, US-amerikanischer Baseballspieler
- 1956: Charles Slater, US-amerikanischer Unternehmer und Autorennfahrer
- 1957: Hiltrud Breyer, deutsche Politikerin, MdEP

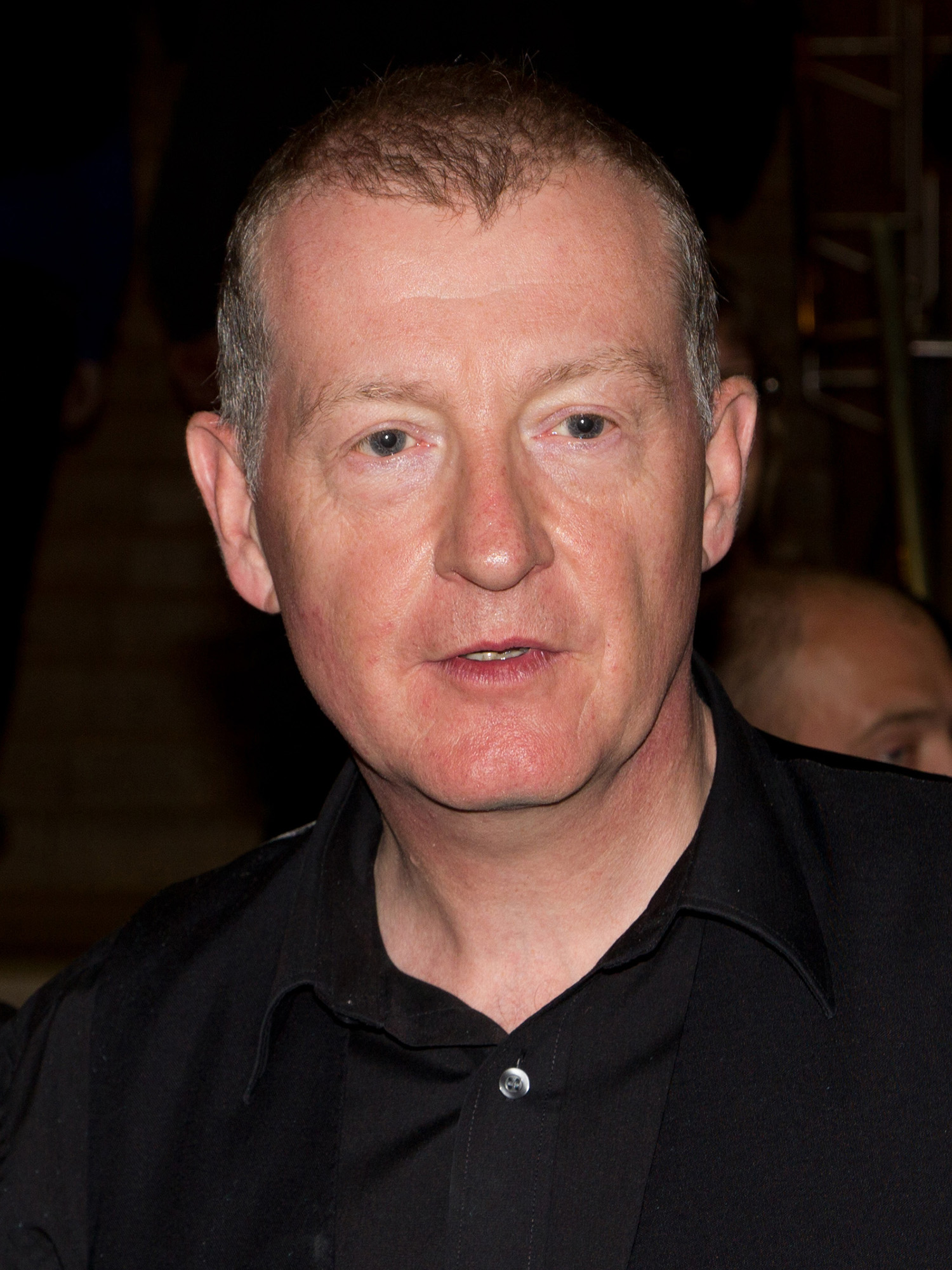
Steve Davis (* 1957)

- 1957: Steve Davis, englischer Snooker-Spieler
- 1957: Susanne Feske, deutsche Politologin
- 1958: Colm Feore, US-amerikanisch-kanadischer Schauspieler
- 1958: Vernon Reid, US-amerikanischer Fusion- und Crossovergitarrist
- 1959: Heike Arnold, deutsche Unternehmerin
- 1959: Deborah Sasson, US-amerikanische Sängerin
- 1959: Mark Williams, britischer Schauspieler und Drehbuchautor
- 1960: Holger Gehrke, deutscher Fußballspieler und -trainer
- 1960: Collin Raye, US-amerikanischer Country-Sänger
- 1960: Daniel Rohr, Schweizer Schauspieler, Regisseur und Theaterleiter
- 1960: István Varga, ungarischer Judoka
- 1961: Alexander Wladimirowitsch Dwornikow, russischer Generaloberst
- 1961: Thomas Hoeren, deutscher Rechtswissenschaftler
- 1962: Wiktor Bryshin, ukrainischer Sprinter, Olympiasieger

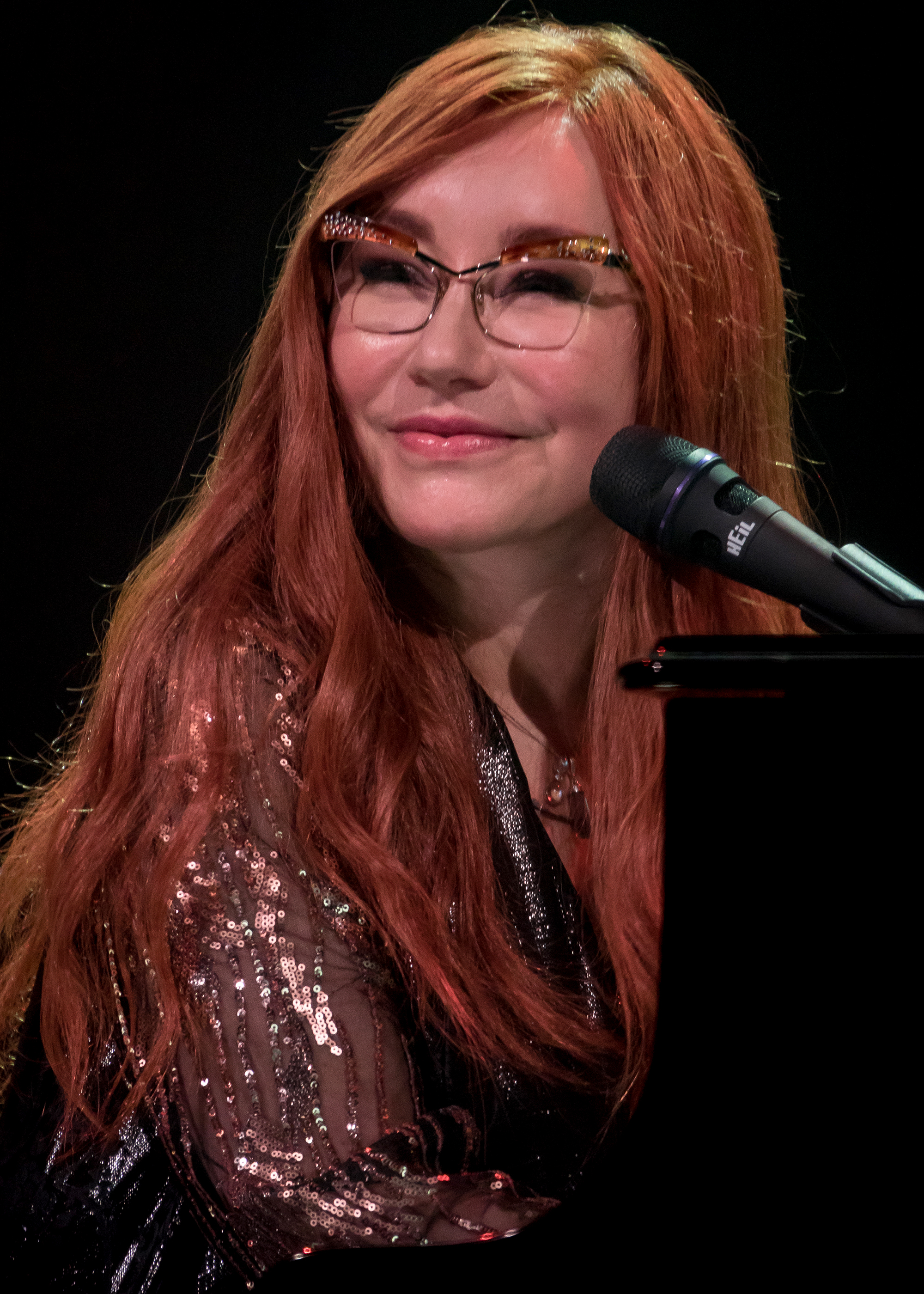
Tori Amos (* 1963)

- 1963: Tori Amos, US-amerikanische Sängerin und Musikerin
- 1963: Dirk Bakalorz, deutscher Fußballspieler
- 1964: Martin Lindner, deutscher Politiker
- 1964: Mats Wilander, schwedischer Tennisspieler
- 1965: Nuridə Atəşi, aserbaidschanische Autorin und Prähistorikerin
- 1965: Yvonne Mai-Graham, deutsche Leichtathletin
- 1965: Thaddeus McCotter, US-amerikanischer Politiker
- 1965: David Reimer, kanadischer Staatsbürger
- 1966: Heike Friedrich, deutsche Synchronschwimmerin
- 1966: GZA, US-amerikanischer Rapper (Wu-Tang Clan)
- 1967: Layne Staley, US-amerikanischer Musiker (Alice In Chains)
- 1967: Ty Burrell, US-amerikanischer Schauspieler

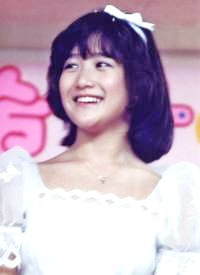
Yukiko Okada (* 1967)

- 1967: Yukiko Okada, japanische Sängerin und Schauspielerin
- 1968: Endrio Leoni, italienischer Radrennfahrer
- 1968: Alexander Wladimirowitsch Mostowoi, russischer Fußballspieler
- 1968: Horst Skoff, österreichischer Tennisspieler
- 1968: Michael Curry, US-amerikanischer Basketballtrainer
- 1969: Jörg Bode, deutscher Fußballspieler
- 1970: Jeannette Arndt, deutsche Schauspielerin und Regisseurin
- 1970: Annalisa Ciampi, italienische Juristin, Hochschullehrerin, UN-Sonderberichterstatterin
- 1970: Ricco Groß, deutscher Biathlet
- 1970: Tanja Karpela, finnische Politikerin
- 1971: Oswald Haselrieder, italienischer Rennrodler

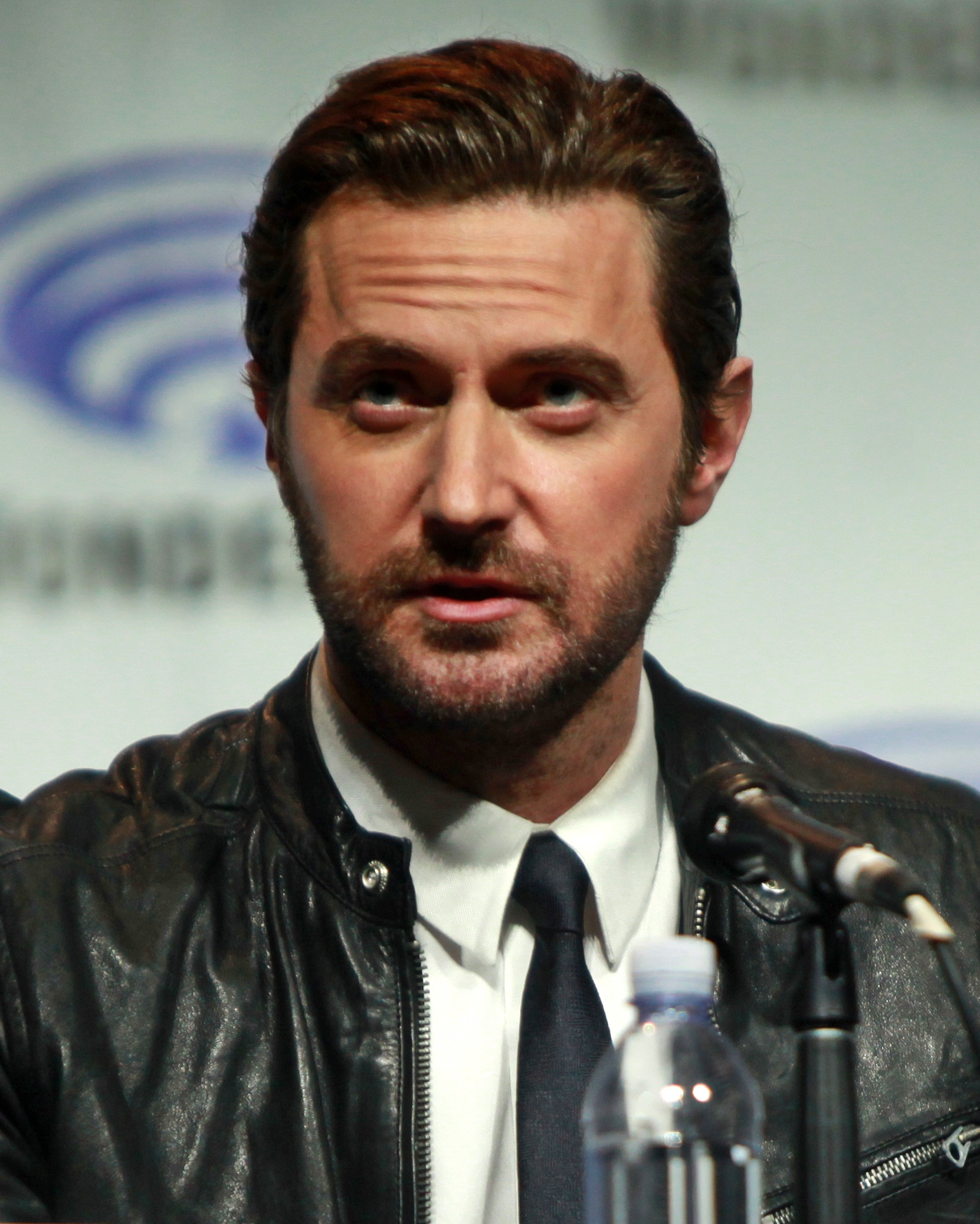
Richard Armitage (* 1971)

- 1971: Richard Armitage, britischer Theater- und Filmschauspieler
- 1972: Marisa Growaldt, deutsche Schauspielerin
- 1972: Max Wilson, brasilianischer Automobilsportler und Formel-1-Testfahrer
- 1973: Beenie Man, jamaikanischer Musiker
- 1973: Howie Dorough, US-amerikanischer Sänger (Backstreet Boys)
- 1973: Laurent Lafitte, französischer Schauspieler und Filmregisseur
- 1974: Diego López, uruguayischer Fußballspieler
- 1974: Jenna Leigh Green, US-amerikanische Schauspielerin
- 1974: Peter Tauber, deutscher Politiker
- 1975: Clint Bolton, australischer Fußballspieler
- 1975: Myrto Joannidis, Schweizer Sängerin und Radiomoderatorin
- 1975: Rodrigo Santoro, brasilianischer Schauspieler

#### 1976–2000
- 1976: György Korsós, ungarischer Fußballspieler
- 1976: Marlies Oester, Schweizer Skirennfahrerin
- 1977: Heiðar Helguson, isländischer Fußballspieler

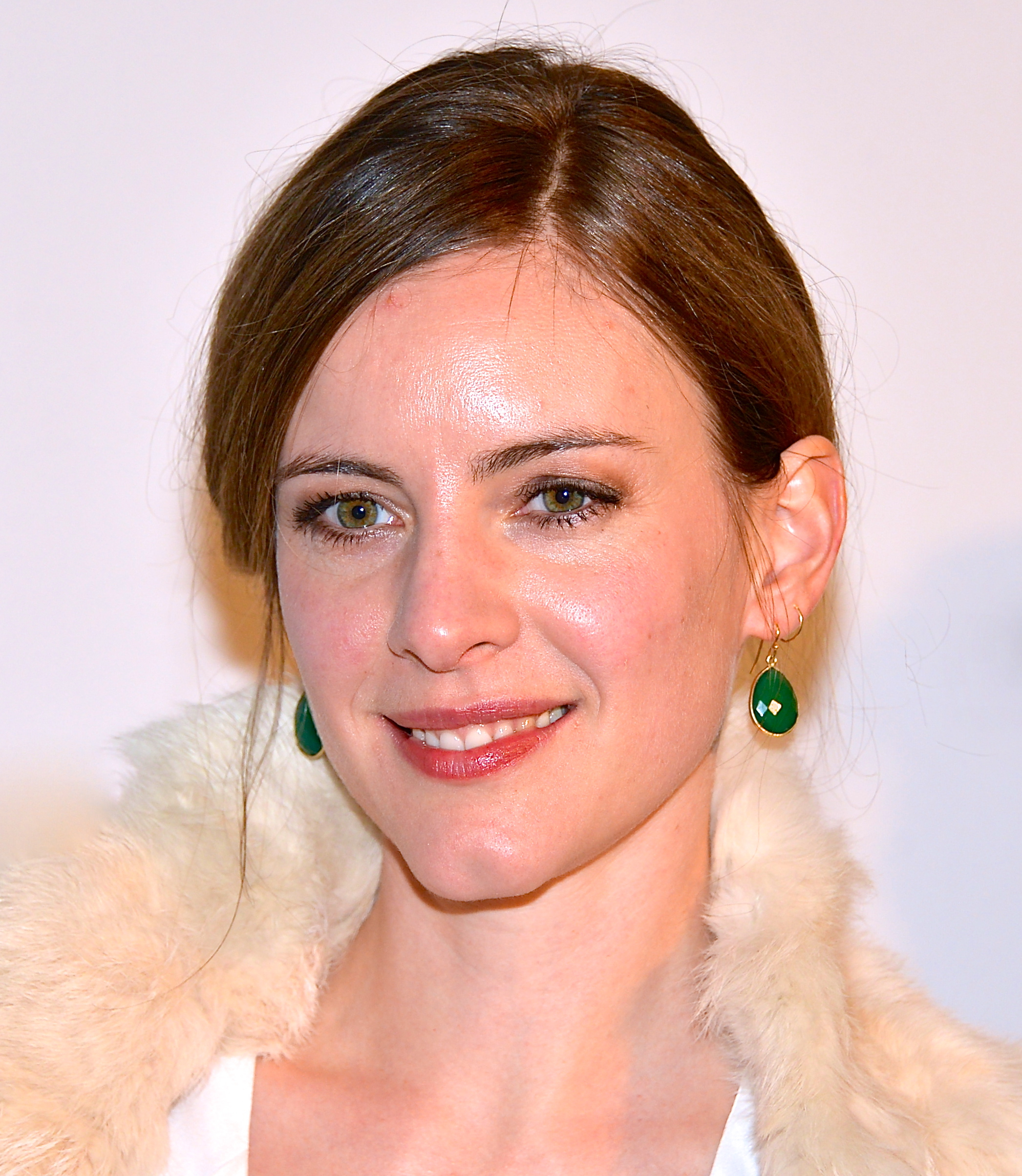
Malin Crépin (* 1978)

- 1978: Malin Crépin, schwedische Schauspielerin
- 1978: Emir Hüseynov, aserbaidschanischer Billardspieler
- 1978: Roberto Pinto, portugiesischer Fußballspieler
- 1979: Brandon Quintin Adams, US-amerikanischer Schauspieler
- 1979: Mia Audina, niederländische Badmintonspielerin
- 1980: Roland Benschneider, deutscher Fußballspieler
- 1980: Zsófia Boros, ungarische Gitarristin
- 1981: Christina Obergföll, deutsche Leichtathletin
- 1982: Boys Noize, deutscher Musikproduzent und DJ
- 1982: Sebastian Jones, deutscher Eishockeyspieler
- 1982: Janina Flieger, deutsche Schauspielerin
- 1982: Marco Wölfli, Schweizer Fussballtorhüter
- 1983: Johan Andersson, schwedischer Fußballspieler
- 1983: Samuel Schwarz, deutscher Eisschnellläufer
- 1983: Serkan Balcı, türkischer Fußballspieler

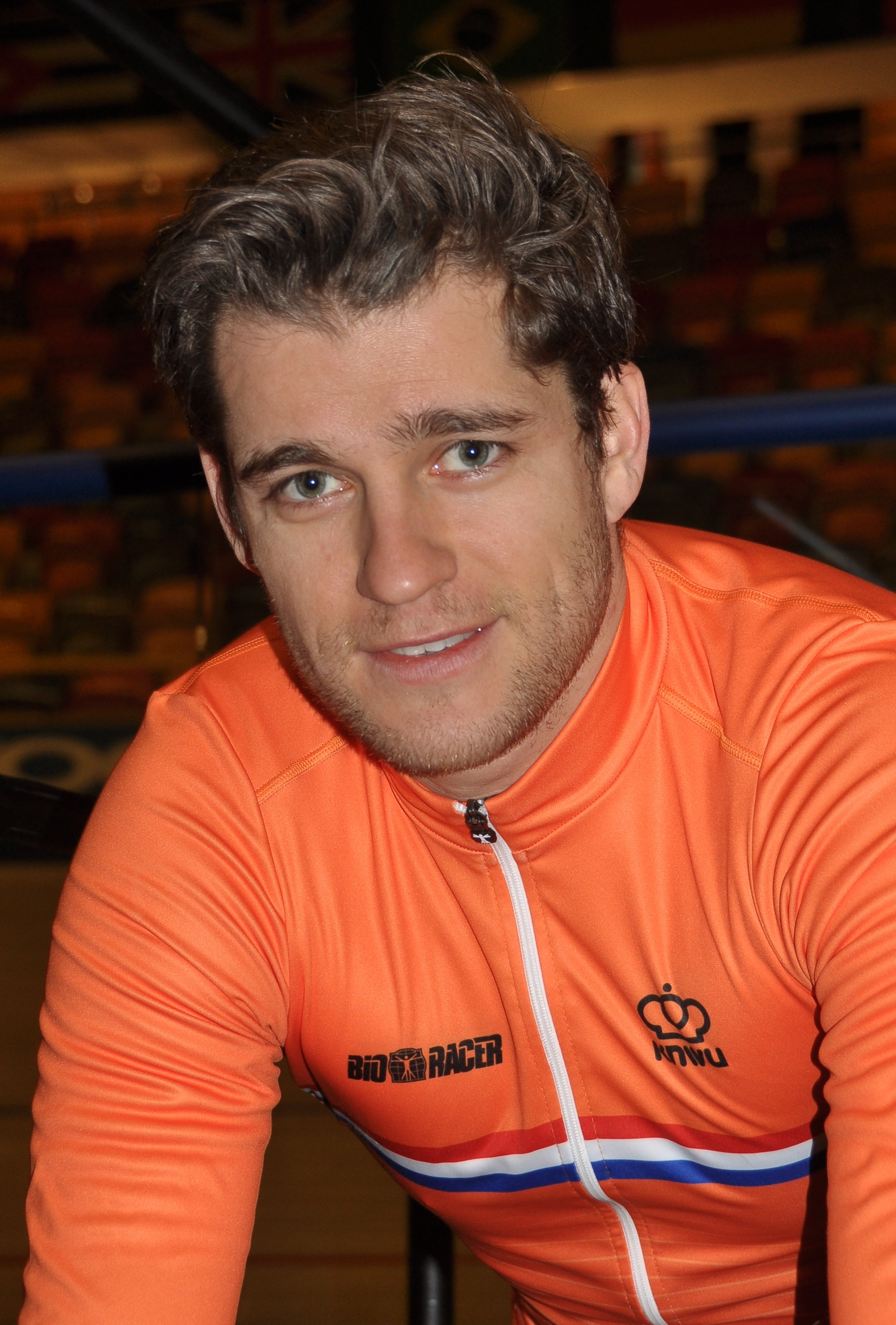
Theo Bos (* 1983)

- 1983: Theo Bos, niederländischer Radrennfahrer
- 1983: Maryna Strilezka, ukrainische Fußballschiedsrichterassistentin
- 1984: Chad Marshall, US-amerikanischer Fußballspieler
- 1984: Katie Stuart, US-amerikanische Schauspielerin
- 1985: Jens Byggmark, schwedischer Skirennläufer
- 1985: Ruth Kolokotronis, deutsche Beachvolleyballspielerin
- 1985: David Ortega, deutscher Scripted-Reality-Darsteller, Model und Fernsehmoderator
- 1986: Keiko Kitagawa, japanische Schauspielerin
- 1986: Cédric Mimbala, kongolesischer Fußballspieler
- 1987: Nikola Aistrup, dänischer Bahn- und Straßenradrennfahrer
- 1987: Hamida Al-Habsi, omanische Leichtathletin
- 1987: Gianluca Brambilla, italienischer Radrennfahrer
- 1987: Josip Tadić, kroatischer Fußballspieler
- 1987: Dan Weekes-Hannah, neuseeländischer Schauspieler
- 1987: Mischa Zverev, deutscher Tennisspieler

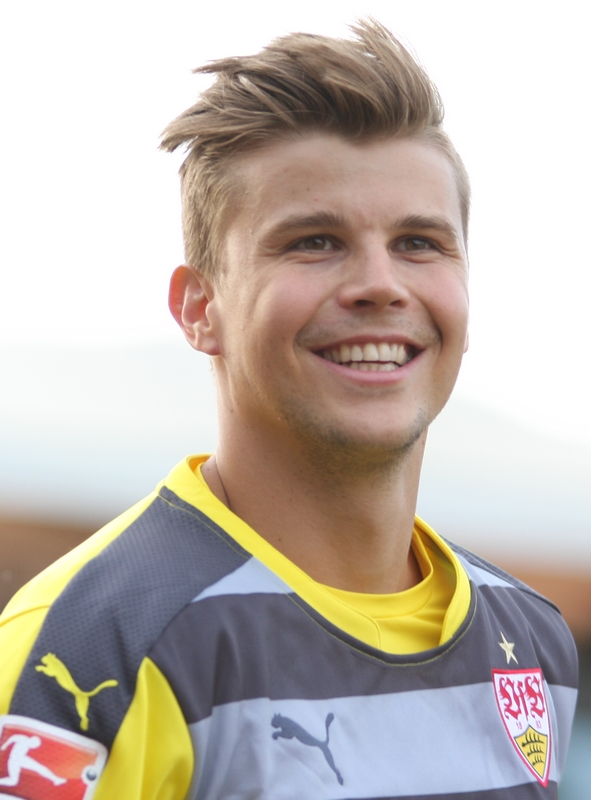
Mitchell Langerak (* 1988)

- 1988: Mitchell Langerak, australischer Fußballspieler
- 1988: Minelli, rumänische Sängerin und Songwriterin
- 1988: Pedro Nunes, brasilianischer Rennfahrer
- 1989: Katharina Steinruck, deutsche Langstreckenläuferin
- 1989: Tristan Vautier, französischer Autorennfahrer
- 1990: Rifat Şen, österreichischer Fußballspieler
- 1991: Federico Macheda, italienischer Fußballspieler
- 1992: Meret Schneider, Schweizer Politikerin
- 1993: Laura Dahlmeier, deutsche Biathletin
- 1995: Dua Lipa, britisch-albanische Sängerin
- 1995: Nico Rieble, deutscher Fußballspieler
- 1996: Sascha Horvath, österreichischer Fußballspieler
- 1996: Jenny Gaugigl, deutsche Fußballspielerin
- 1997: Lautaro Martínez, argentinischer Fußballspieler
- 1999: Dakota Goyo, kanadischer Schauspieler

### 21. Jahrhundert
- 2005: Phillip Tonn, deutscher Motorradrennfahrer

## Gestorben

### Vor dem 17. Jahrhundert

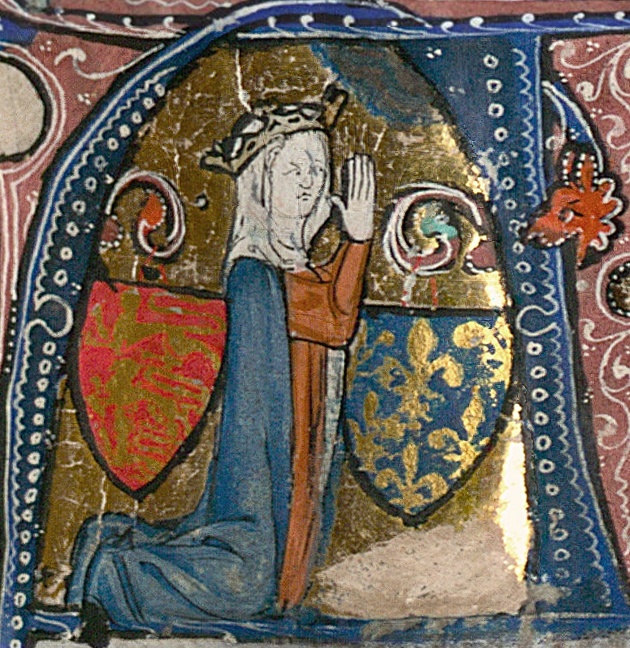
Isabelle de France († 1358)

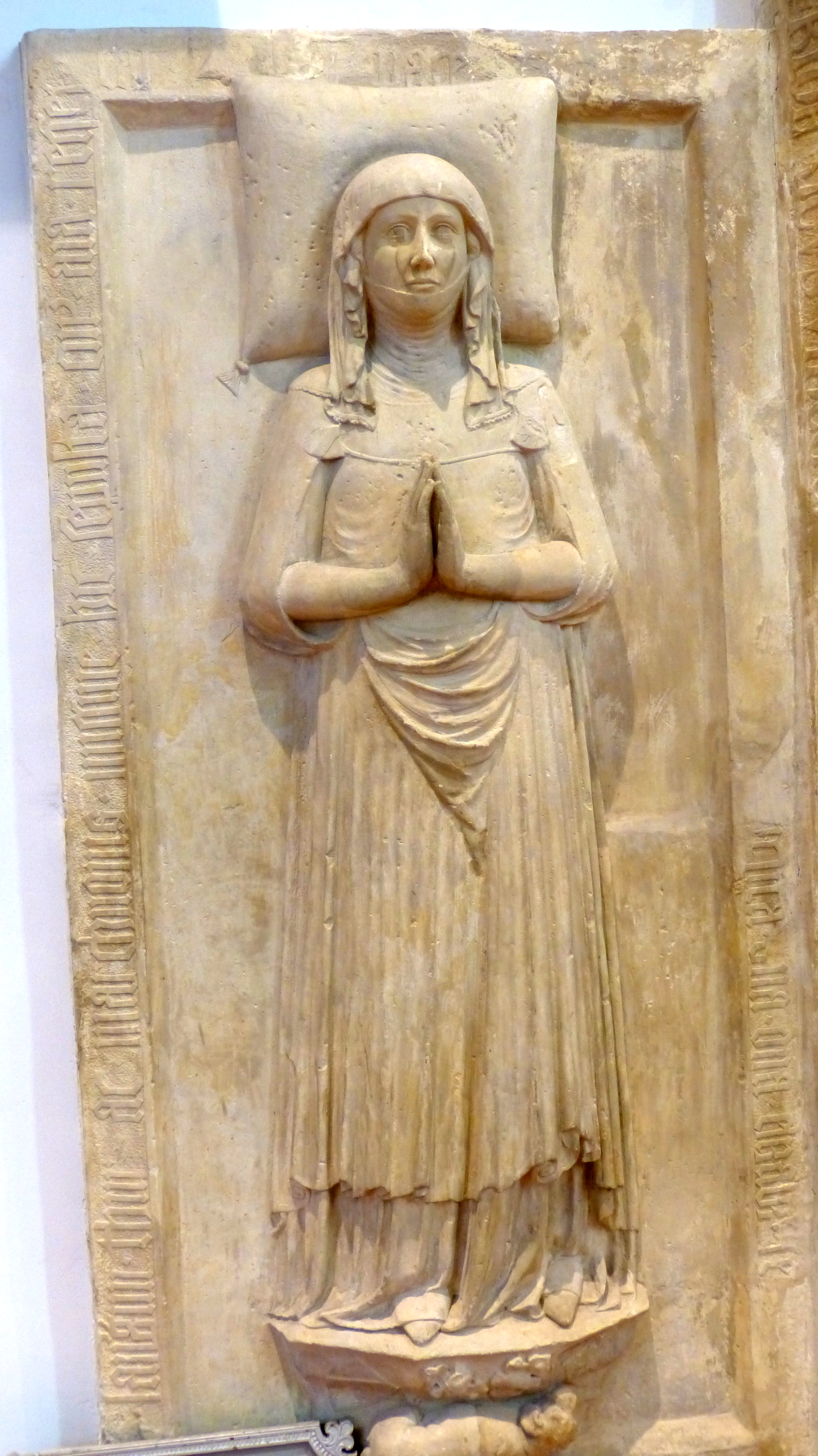
Elisabeth von Lobdeburg-Arnshaugk († 1359)

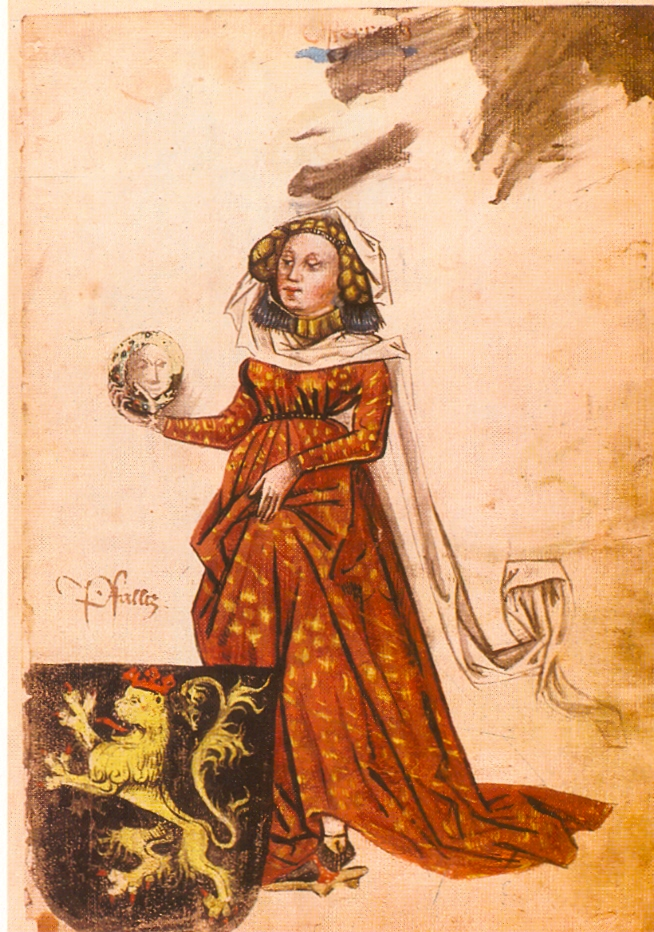
Mechthild von der Pfalz († 1482)

- 0408: Stilicho, weströmischer General
- 0804: Waldrich, Bischof von Passau
- 1040: Werner I., Gaugraf von Hessen und Graf von Winterthur
- 1155: Konoe, Kaiser von Japan
- 1164: Hartwig II., Bischof von Regensburg
- 1241: Gregor IX., Papst
- 1280: Nikolaus III., Papst
- 1285: Philipp Benizi, italienischer Generalsuperior der Serviten
- 1304: Johann II. von Avesnes, Graf von Hennegau, Graf von Holland
- 1313: Jean Lemoine, Kardinal, Bischof von Arras und päpstlicher Legat
- 1338: Wilhelm II., Herzog von Athen
- 1350: Philipp VI., König von Frankreich
- 1350: Tidemann von Güstrow, Lübecker Bürgermeister
- 1358: Isabelle de France, Königin von England
- 1359: Elisabeth von Lobdeburg-Arnshaugk, Landgräfin von Thüringen
- 1365: Barnim IV., Herzog von Pommern-Wolgast-Rügen
- 1371: Guido, Graf von Ligny und Saint-Pol
- 1450: Andreas von Oberstein, Domherr, Stiftspropst und Archidiakon im Bistum Speyer sowie im Bistum Worms
- 1462: Giosia Acquaviva, Herzog von Atri und Graf von San Flaviano
- 1468: Charles de Melun, Seigneur von Normanville und Lumigny, Baron von Les Landes sowie Berater und Kammerherr des französischen Königs
- 1482: Mechthild von der Pfalz, kurpfälzische Prinzessin, durch Ehe Gräfin von Württemberg und Erzherzogin von Österreich
- 1485: William Brandon, englischer Ritter
- 1485: Walter Devereux, 1. Baron Ferrers of Chartley, englischer Adeliger und Militär
- 1485: John Howard, 1. Duke of Norfolk, englischer Adeliger
- 1485: Richard III., König von England
- 1502: Frans van Busleyden, burgundischer Politiker und Erzbischof von Besançon
- 1504: Philipp II. von Hanau-Lichtenberg, Graf von Hanau-Lichtenberg
- 1519: Heinrich III. von Plauen, Burggraf von Meißen, Hauptmann böhmischer Lehen und Landvogt der Niederlausitz
- 1523: Lucien Grimaldi, Herr von Monaco

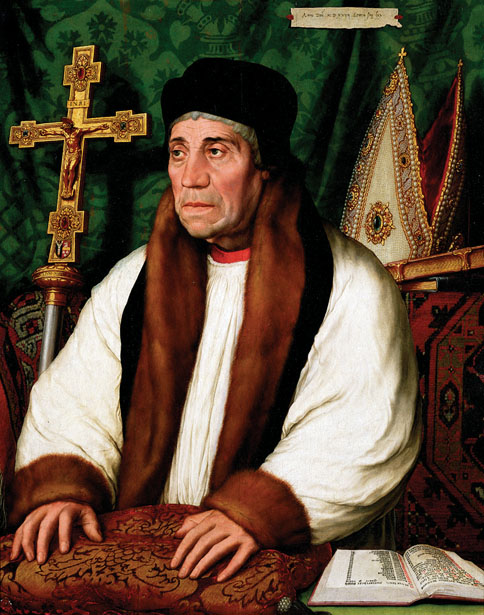
William Warham († 1532)

- 1532: William Warham, Erzbischof von Canterbury
- 1545: Charles Brandon, 1. Duke of Suffolk, englischer Adeliger
- 1547: Niccolò Ardinghelli, italienischer Kardinal
- 1553: John Dudley, 1. Duke of Northumberland, englischer Adeliger
- 1554: Francisco Vásquez de Coronado, spanischer Konquistador
- 1563: Johann Travers, Schweizer Jurist, Bündner Landeshauptmann, Heerführer, Wegbereiter und Mitbegründer der rätoromanischen Sprache im Engadin
- 1598: Carlo di Cesare del Palagio, italienischer Bronzegießer, Terrakottabildner, Modellier und Bildhauer
- 1599: Luca Marenzio, italienischer Komponist

### 17./18. Jahrhundert
- 1607: Bartholomew Gosnold, englischer Unternehmer und Entdeckungsreisender

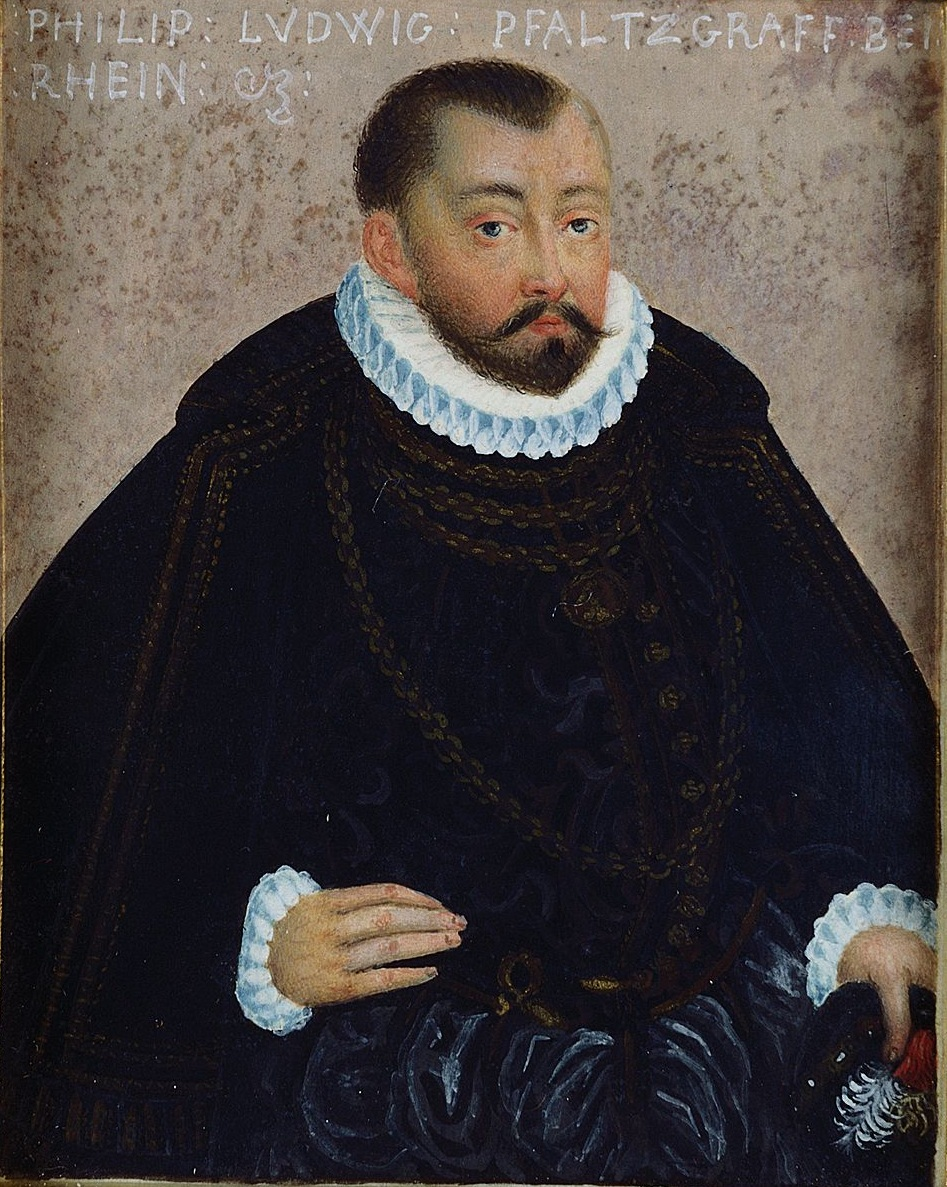
Philipp Ludwig († 1614)

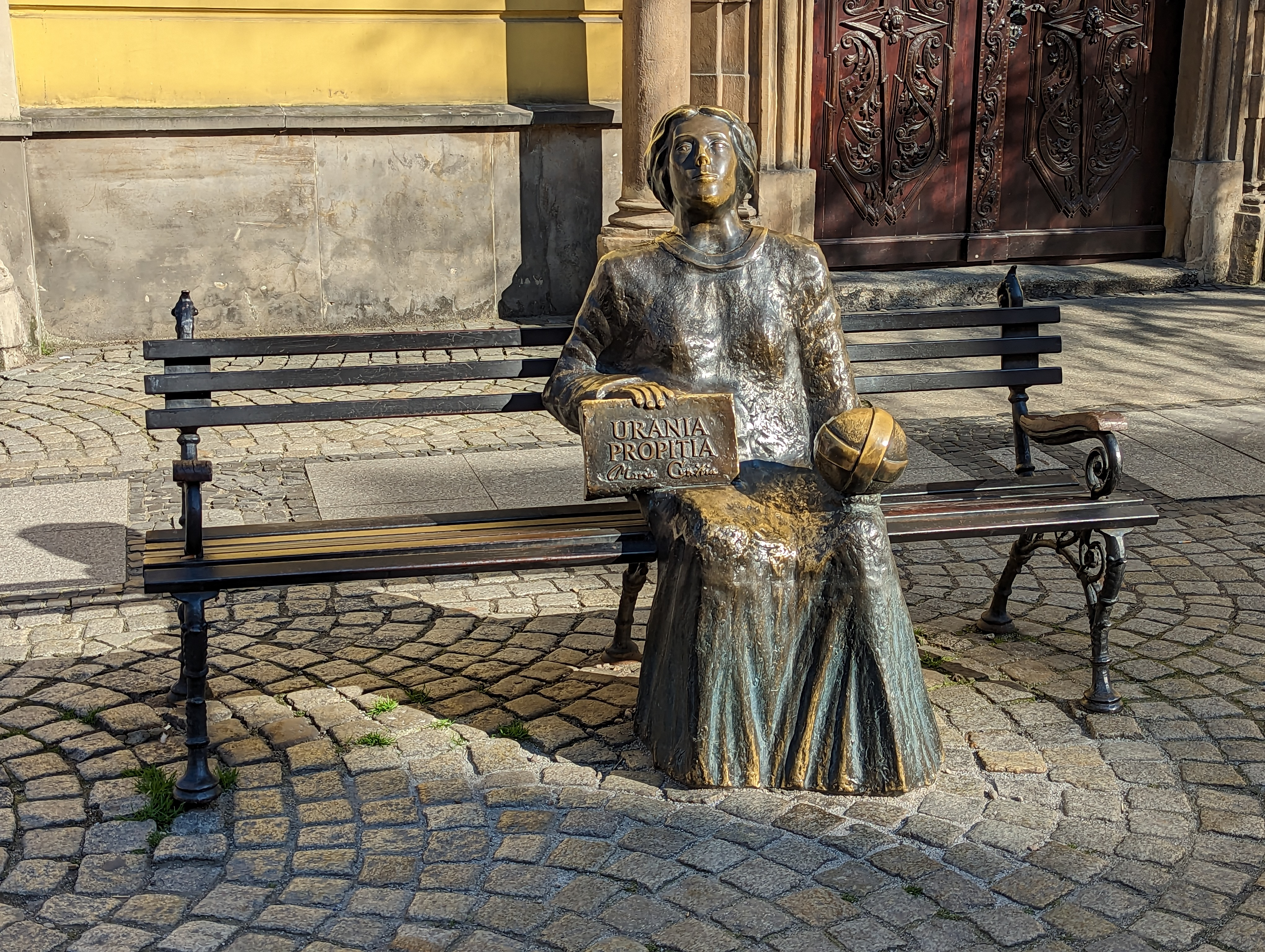
Maria-Cunitz († 1664)

- 1614: Philipp Ludwig, Pfalzgraf und Herzog von Pfalz-Neuburg
- 1622: Ludwig von Leiningen-Westerburg, Graf von Leiningen-Leiningen
- 1625ː Margaretha Stülzer, Äbtissin des Klosters Lichtenthal
- 1626: Alessandro Orsini, italienischer Kardinal
- 1632: Klas Horn, schwedischer Reichsrat und Generalgouverneur von Schwedisch-Pommern
- 1640: Wilhelm Ludwig, Graf von Nassau-Saarbrücken
- 1646: Anna Margarete, Prinzessin von Braunschweig-Lüneburg-Harburg und Pröpstin im Stift Quedlinburg
- 1653: August, Fürst von Anhalt-Plötzkau
- 1664: Maria Cunitz, deutsche Astronomin
- 1691: Georg Green, deutscher Theologe, Poet und Historiker
- 1692: Maria Sofia De la Gardie, schwedische Gräfin, Hofdame, Bankier und Unternehmerin
- 1697: Albrecht von Reichel, Stadtmajor, Stadtwachtmeister und Stadtkommandant in Breslau
- 1701: Charles Chevillet, französischer Schauspieler und Bühnenautor
- 1711: Louis-François de Boufflers, französischer Feldherr und Marschall von Frankreich
- 1712: Sophie Marie von Hessen-Darmstadt, Herzogin von Sachsen-Eisenberg
- 1722: Josef Georg Hörl, österreichischer Jurist, Bürgermeister von Wien

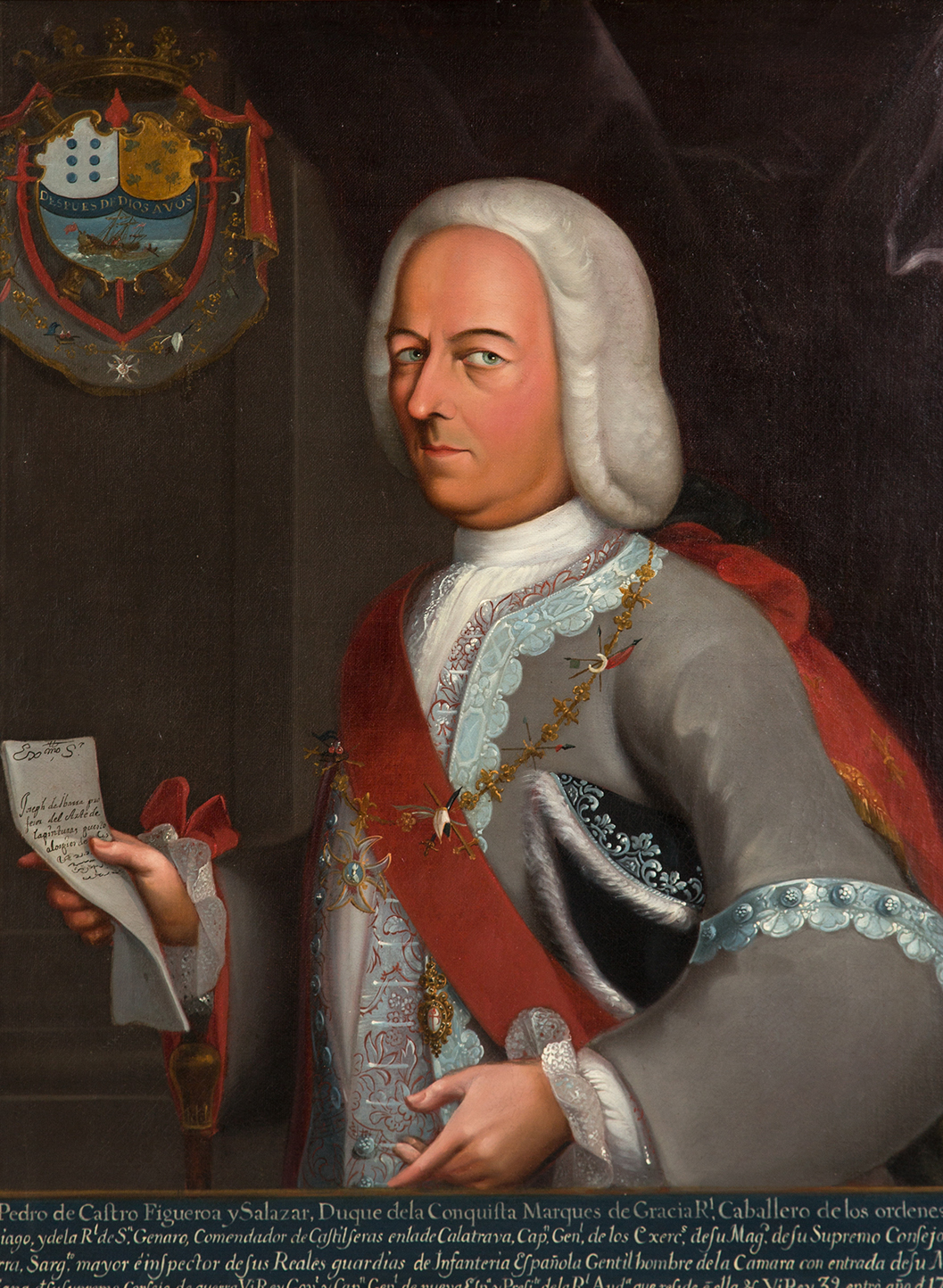
Pedro de Castro y Figueroa († 1741)

- 1741: Pedro de Castro y Figueroa, spanischer Offizier und Kolonialverwalter, Vizekönig von Neuspanien
- 1743: Lieve Geelvinck, Regent von Amsterdam
- 1750: Johann Anton Weise, deutscher Orgelbauer
- 1755: Elias Hügel, deutscher Bildhauer, kaiserlicher Hofsteinmetz- und Kirchenbaumeister
- 1761: Emmanuel Thumbé, Schweizer römisch-katholischer Geistlicher
- 1764: Marc-Pierre d’Argenson, französischer Adeliger und Minister
- 1770: Johann Gottfried Lessing, deutscher Theologe
- 1770: Christian von Loß, deutscher Kabinettsminister
- 1779: Abol Fath Khan, Schah der Zand-Dynastie
- 1779: Charles Clerke, britischer Seefahrer

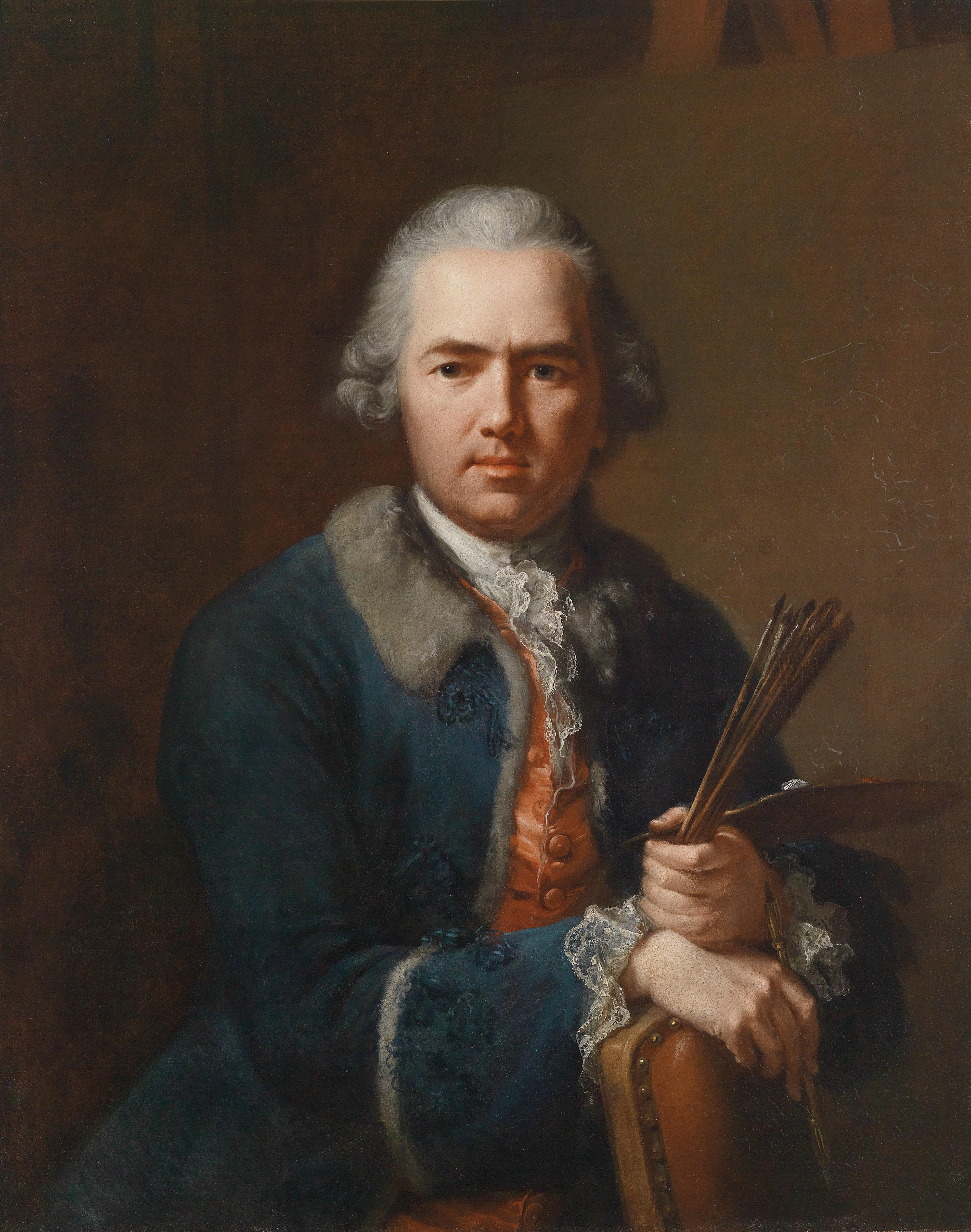
Johann Heinrich Tischbein († 1789)

- 1789: Johann Heinrich Tischbein, deutscher Maler und Portraitist
- 1791: Johann David Michaelis, deutscher Theologe und Orientalist
- 1792: Isidorus Keppler, deutscher Theologieprofessor
- 1793: Louis de Noailles, Marschall von Frankreich
- 1793: Cäcilia Weber, Schwiegermutter von Wolfgang Amadeus Mozart
- 1797: Dagobert Sigmund von Wurmser, österreichischer Feldmarschall
- 1799: Marie Jean François Philibert Lecarlier, französischer Kommissar in der Helvetischen Republik
- 1799: Gotthilf Friedemann Löber, deutscher evangelischer Geistlicher und Pädagoge
- 1800: Jacob Albrecht von Sienen, deutscher Jurist und Bürgermeister von Hamburg

### 19. Jahrhundert

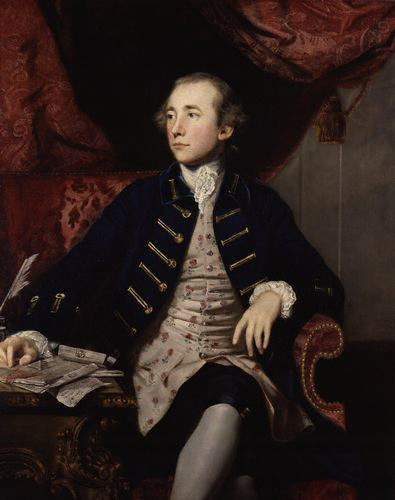
Warren Hastings († 1818)

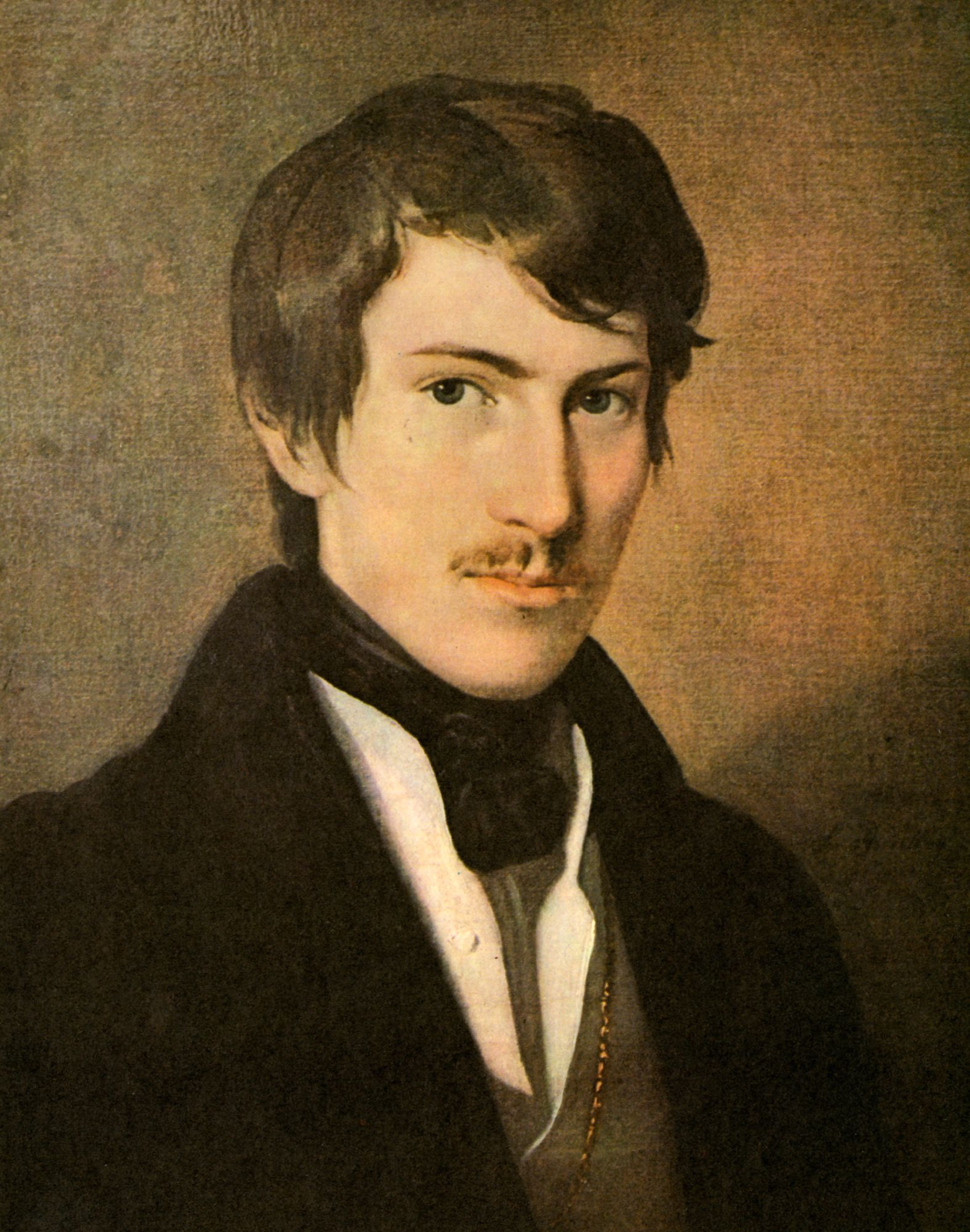
Nikolaus Lenau († 1850)

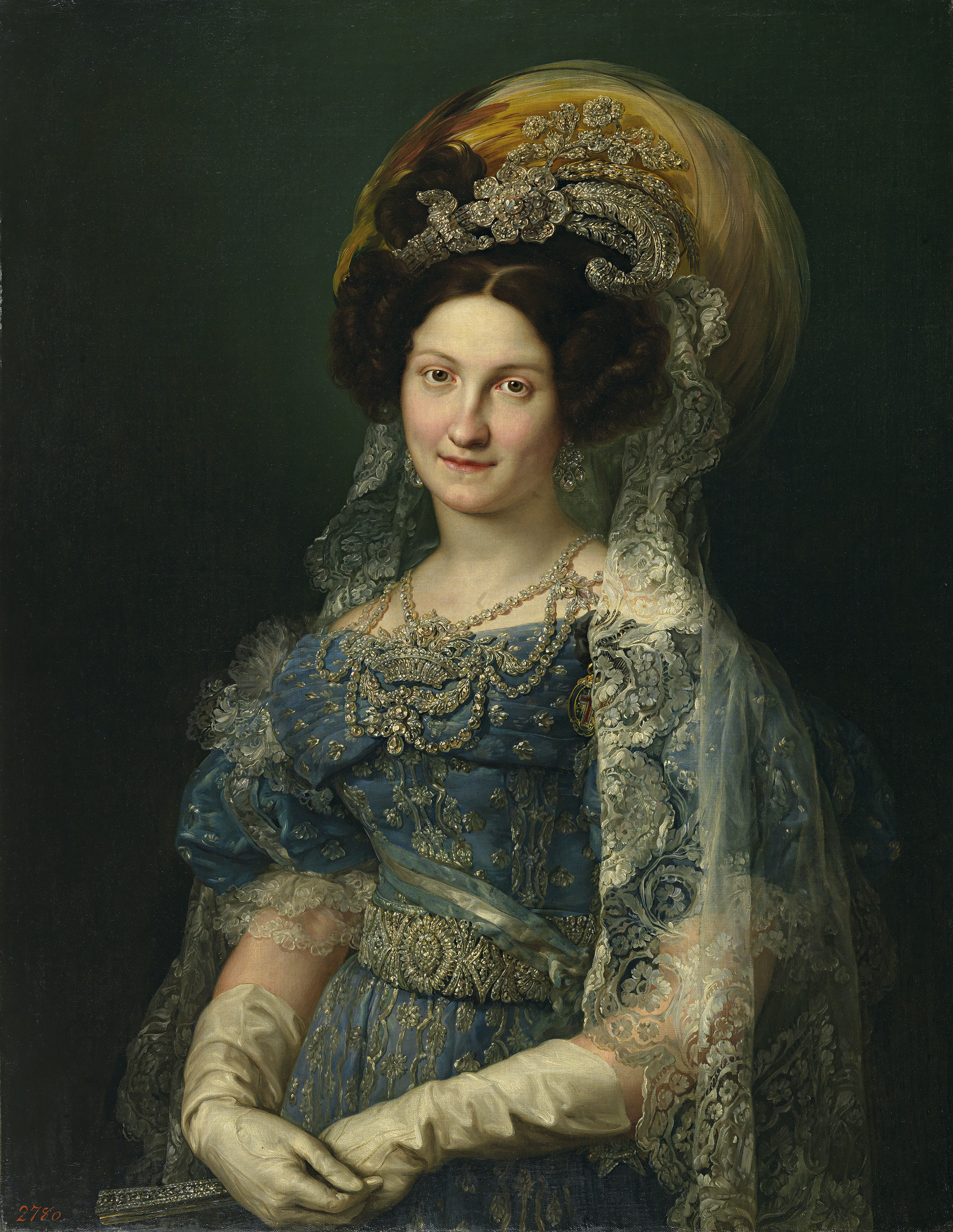
Maria Christina von Neapel-Sizilien († 1878)

- 1801: Pieter Gerardus van Overstraten, Generalgouverneur von Niederländisch-Indien
- 1802: Franz Ulrich Theodor Aepinus, deutscher Astronom, Mathematiker, Physiker und Naturphilosoph
- 1806: Jean-Honoré Fragonard, französischer Maler
- 1818: Warren Hastings, britischer Politiker
- 1828: Franz Joseph Gall, deutscher Arzt und Anatom
- 1834: Jacob Georg Christian Adler, deutscher Generalsuperintendent
- 1834: Franz Antoine, österreichischer Pomologe
- 1835: Marianne Lang, deutsche Schauspielerin und Opernsängerin
- 1835: Leopoldo Nobili, italienischer Physiker
- 1839: Johann Hartmann Bernhard, deutscher Orgelbauer
- 1842ː Johanna Motherby, Königsberger Salonnière, Gesellschafterin und Briefautorin
- 1843: Wilhelm Arnold Günther, deutscher Weihbischof
- 1846: Ernst Wilhelm Bernhard Eiselen, deutscher Lehrer und Schriftsteller
- 1849: Joseph von Thoma, deutscher Forstbeamter
- 1850: Gottfried Fleischmann, deutscher Mediziner und Hochschullehrer
- 1850: Nikolaus Lenau, österreichischer Schriftsteller
- 1853: Carl Karsten, deutscher Mineraloge und Metallurge
- 1858: Christoph Merian, Schweizer Großgrundbesitzer und Stiftungsgründer
- 1859: John Wesley Davis, US-amerikanischer Politiker, Sprecher des US-Repräsentantenhauses, Gouverneur des Oregon-Territoriums
- 1861: Xianfeng, Kaiser von China
- 1864: John Appleton, US-amerikanischer Politiker
- 1868: Urban Kreutzbach, deutscher Orgelbauer
- 1878: Maria Christina von Neapel-Sizilien, Königin und Regentin von Spanien
- 1885: Jakob Fehr, Schweizer Bäcker, Jurist und Politiker
- 1890: Vasile Alecsandri, rumänischer Dichter, Dramatiker und Politiker
- 1891: Livia Frege, deutsche Sängerin, Salonière und Mäzenin
- 1891: Jan Neruda, tschechischer Journalist, Dichter und Schriftsteller
- 1892: Cornelis Willem Opzoomer, niederländischer Jurist, Philosoph, Literaturwissenschaftler und Logiker

### 20. Jahrhundert

#### 1901–1950
- 1902: Franz Sigel, badischer Offizier, Revolutionär, Zeitungsverleger und Politiker

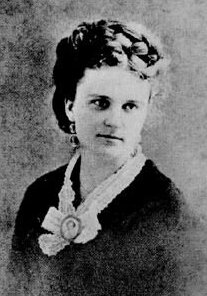
Kate Chopin († 1904)

- 1904: Kate Chopin, US-amerikanische Schriftstellerin
- 1907: Barnim Grüneberg, deutscher Orgelbauer
- 1907: Josef Mitscha von Märheim, Jurist, Bankfachmann und Politiker im Kaisertum Österreich
- 1911: Theodor Scheimpflug, österreichischer Geodät
- 1914: Spencer Wishart, US-amerikanischer Automobilrennfahrer
- 1915: Augustin Barié, französischer Organist und Komponist
- 1916: Pere Falqués, katalanischer Architekt
- 1918: Korbinian Brodmann, deutscher Neurologe und Psychiater
- 1922: Michael Collins, irischer Freiheitskämpfer und Politiker
- 1924: Sietze Douwes van Veen, niederländischer Kirchenhistoriker
- 1926: Charles William Eliot, US-amerikanischer Chemiker
- 1937: Karl Braun, deutscher Motorradrennfahrer
- 1940: Paul Goesch, deutscher Architekt und Maler, NS-Opfer
- 1940: Rudolf Medek, tschechischer Schriftsteller und Soldat
- 1941: Nikolaus Biwer, luxemburgischer römisch-katholischer Geistlicher, Komponist und Märtyrer
- 1941: Julius Petersen, deutscher Literaturwissenschaftler
- 1942: Michel Fokine, russisch-amerikanischer Choreograf, Begründer des modernen Balletts
- 1942: Clemens von Franckenstein, deutscher Opernkomponist und Generalintendant
- 1942ː Agnes Meyerhof, deutsche Malerin, Bildhauerin und Kunstgewerblerin, Opfer der Shoah
- 1944: Luigi Maglione, vatikanischer Diplomat und Kurienkardinal
- 1945: Arnaldo D’Espósito, argentinischer Komponist, Dirigent, Pianist und Musikpädagoge
- 1946: Döme Sztójay, ungarischer Offizier und Politiker
- 1948: Adolf Behne, deutscher Architekt, Kunstpolitiker und Wissenschaftler
- 1950: Ferdinand Herbst, deutscher evangelischer Theologe
- 1950: Jan Johannes Blanksma, niederländischer Chemiker

#### 1951–2000

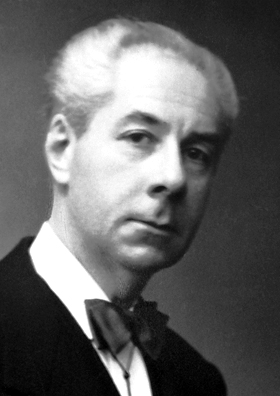
Roger Martin du Gard († 1958)

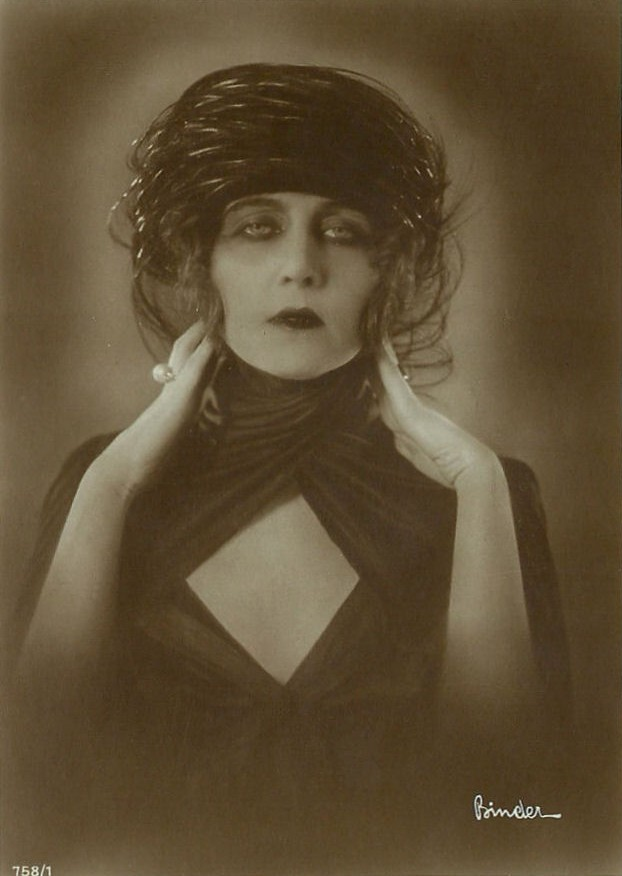
Helena Makowska († 1964)

- 1951: Johannes Kirschweng, deutscher katholischer Priester und Schriftsteller
- 1954: Wilhelm Tenhagen, deutscher Politiker, MdB
- 1955: Julius Außenberg, österreichischer Filmproduzent, Filmkaufmann und Filmmanager
- 1955: Georg Thumshirn, deutscher Motorradrennfahrer
- 1957: Edward Dent, britischer Musikwissenschaftler
- 1958: Roger Martin du Gard, französischer Schriftsteller, Nobelpreisträger
- 1959: Josef Ackermann, deutscher Journalist
- 1959ː Marie Luise Droop, deutsche Autorin, Filmregisseurin und Filmproduzentin
- 1961: Jonathan Petersen, grönländischer Komponist, Liedermacher, Dichter, Schriftsteller, Sprachwissenschaftler, Organist und Hochschullehrer
- 1962: Guillaume Gagnier, kanadischer Hornist und Kontrabassist
- 1962: Rudolf Alexander Schröder, deutscher Schriftsteller
- 1963: William Morris, 1. Viscount Nuffield, britischer Unternehmer, Gründer der Morris Motor Company
- 1964: Helena Makowska, polnische Schauspielerin
- 1964: Karl Pawlowski, deutscher evangelischer Theologe und diakonischer Unternehmer
- 1966: Erwin Komenda, österreichisch-deutscher Automobildesigner
- 1966: Apolinary Szeluto, polnischer Komponist
- 1967: Junie Astor, französische Schauspielerin
- 1967: Johnny Simone, französischer Unternehmer und Autorennfahrer
- 1967: Vittore Stocchi, italienischer Ruderer
- 1970: Hermann Knaus, österreichischer  Chirurg und Gynäkologe

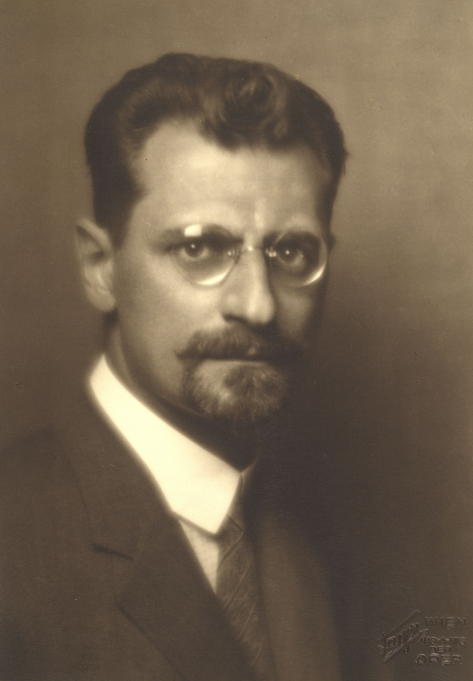
Adolf Julius Merkl († 1970)

- 1970: Adolf Julius Merkl, österreichischer Staats- und Verwaltungsrechtler
- 1970: Wilhelm Steinhaus, deutscher Experte für physikalische Metallkunde
- 1973: Thomas Ryum Amlie, US-amerikanischer Politiker
- 1974: Charles Wheeler, britischer Bildhauer, Maler und Medailleur
- 1974: Alfredo Edmead, dominikanischer Baseballspieler
- 1976: Oskar Brüsewitz, deutscher evangelischer Pfarrer
- 1976: Juscelino Kubitschek, brasilianischer Mediziner und Staatspräsident
- 1976: Anton Profes, österreichischer Schlager- und Filmkomponist
- 1978: Jomo Kenyatta, Staatspräsident von Kenia
- 1978: Ignazio Silone, italienischer Schriftsteller
- 1979: Snjolaug Sigurdson, kanadische Pianistin und Musikpädagogin
- 1980: Cosmé McMoon, mexikanisch-US-amerikanischer Pianist und Komponist
- 1980: Alfred Neubauer, deutscher Automobilrennfahrer und Rennleiter des Mercedes-Grand-Prix-Teams
- 1980: Erich Jakowlewitsch Sternberg, deutsch-russischer Gerontopsychiater

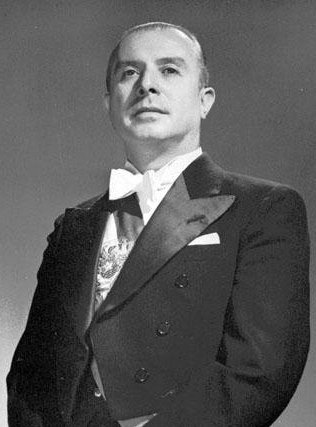
Gabriel González Videla († 1980)

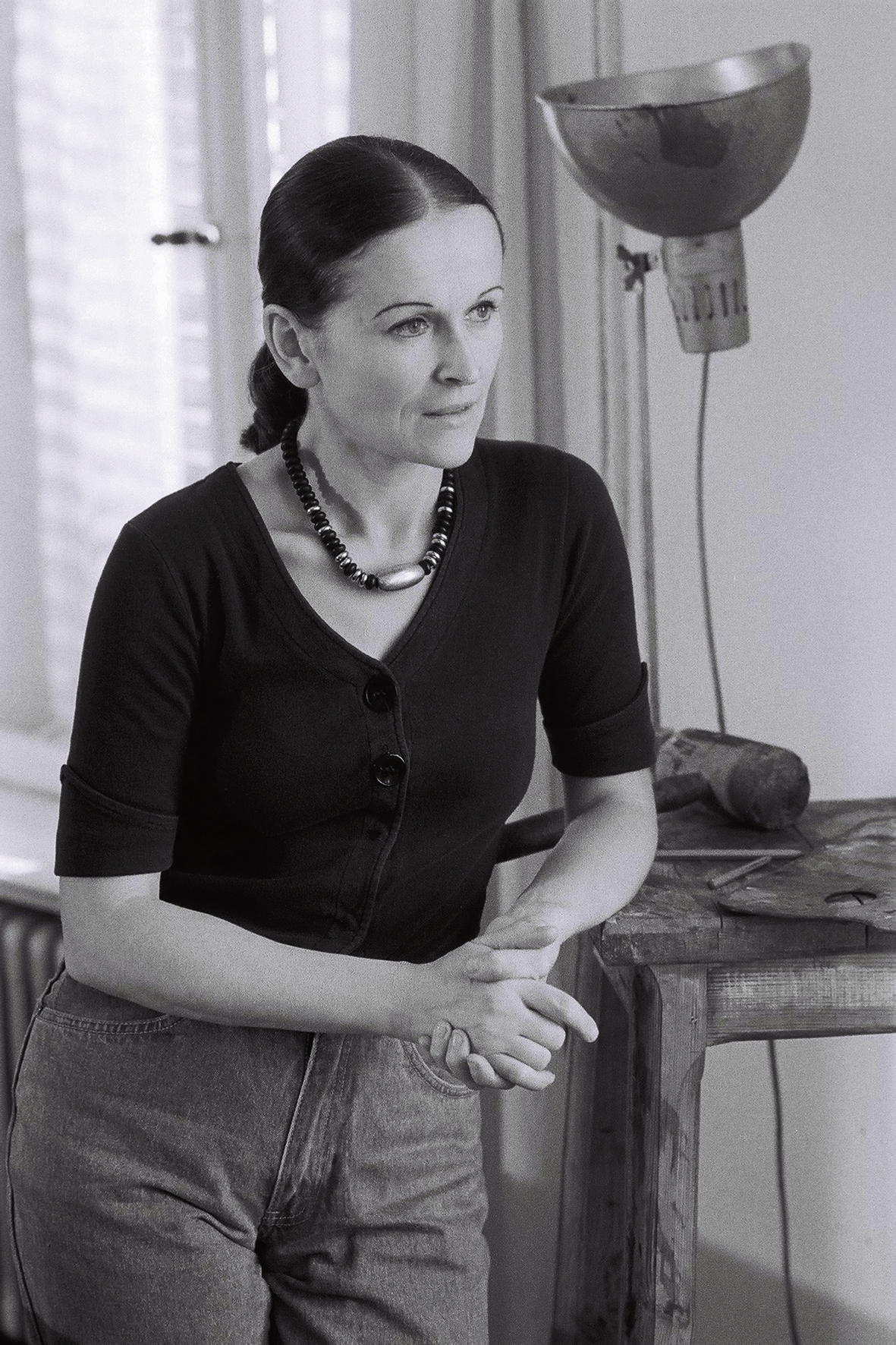
Petra Flemming († 1988)

- 1980: Gabriel González Videla, chilenischer Politiker
- 1981: Karl von Appen, deutscher Bühnenbildner
- 1981: Ludwig Janda, deutscher Fußballspieler
- 1981: Kuniko Mukōda, japanische Schriftstellerin
- 1983: Elsa Chauvel, australische Schauspielerin
- 1983: Hans Schalla, deutscher Theaterintendant
- 1984: Charles Whittenberg, US-amerikanischer Komponist und Musikpädagoge
- 1985: Paul Peter Ewald, deutscher Physiker
- 1987: Imre Reiner, ungarischer Maler, Grafiker und Schriftgestalter
- 1988: Karl Ebb, finnischer Unternehmer, Leichtathlet und Automobilrennfahrer
- 1988ː Petra Flemming, deutsche Malerin und Grafikerin
- 1988: Frances James, kanadische Sopranistin und Musikpädagogin
- 1989: Alexej von Assaulenko, russisch-ukrainischer Maler
- 1989: George Bernard Flahiff, kanadischer Ordensgeistlicher, Erzbischof von Winnipeg
- 1989: Egon Streffer, deutscher Spion
- 1990: Julius Angerhausen, deutscher Weihbischof
- 1990: Luigi Dadaglio, italienischer Geistlicher und vatikanischer Diplomat, Kurienkardinal
- 1991: Fritz Hinderer, deutscher Astronom und Astrophysiker
- 1996: Wilhelm Angele, deutsch-US-amerikanischer Ingenieur für Raketensteuerungstechnik
- 1996: Erwin Leiser, deutscher Schriftsteller und Journalist
- 1997: Sieghard Brandstäter, deutscher Ingenieur und Hochschullehrer
- 2000: Əbülfəz Elçibəy, aserbaidschanischer Kulturwissenschaftler und Politiker, Staatspräsident

### 21. Jahrhundert

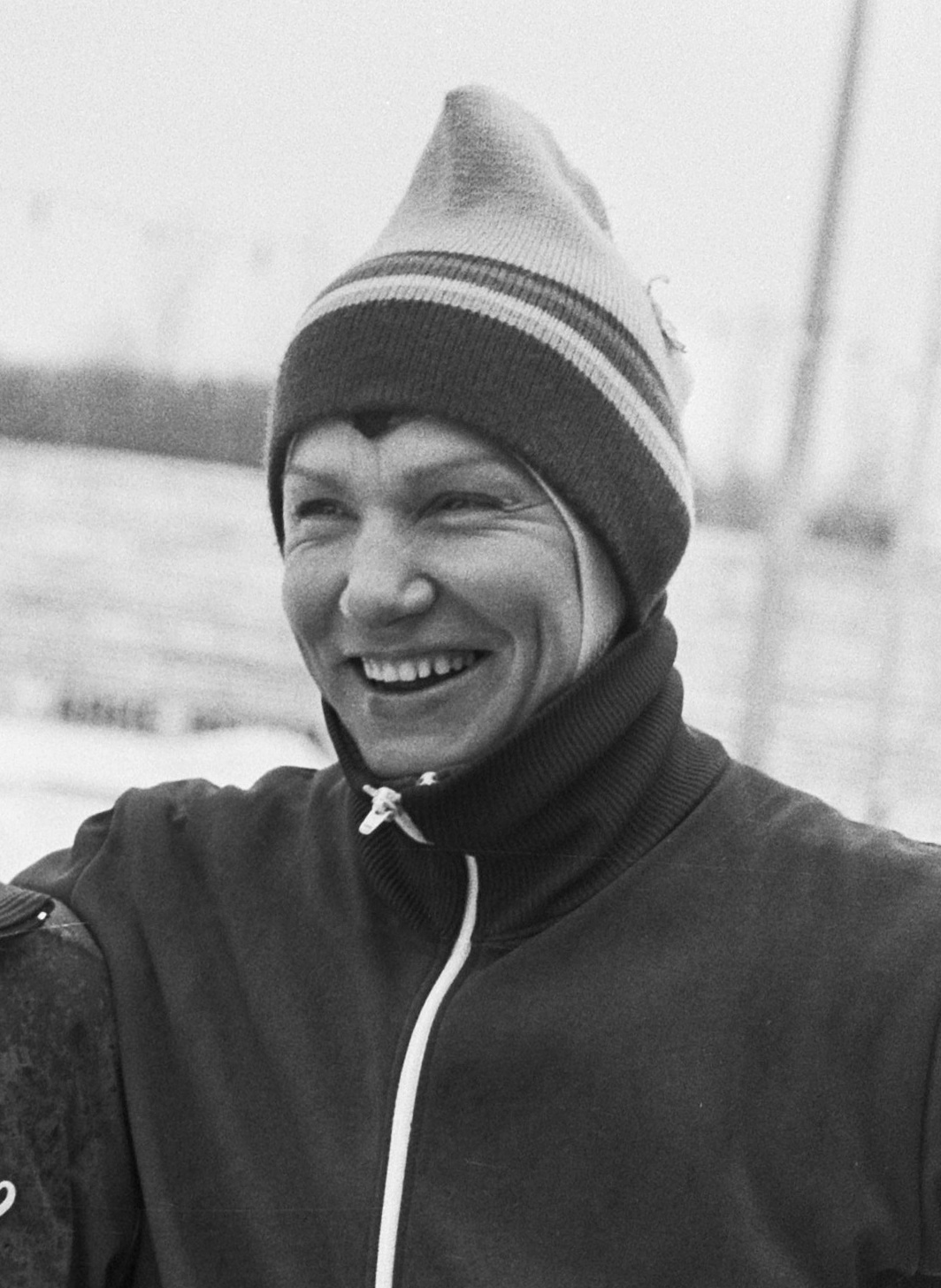
Tatyana Averina (2001)

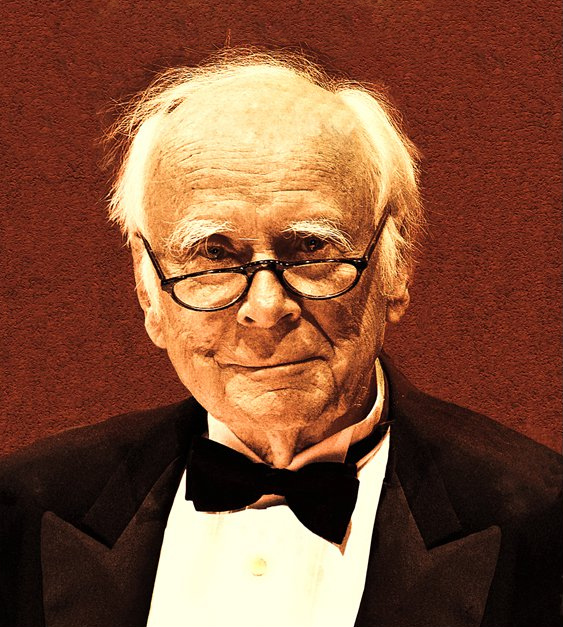
Loriot († 2011)

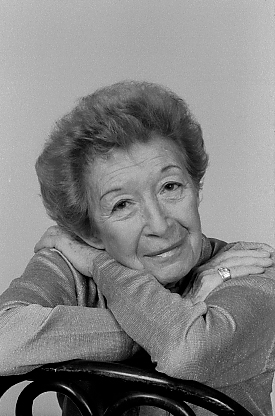
Stella Kreidl Hershan († 2014)

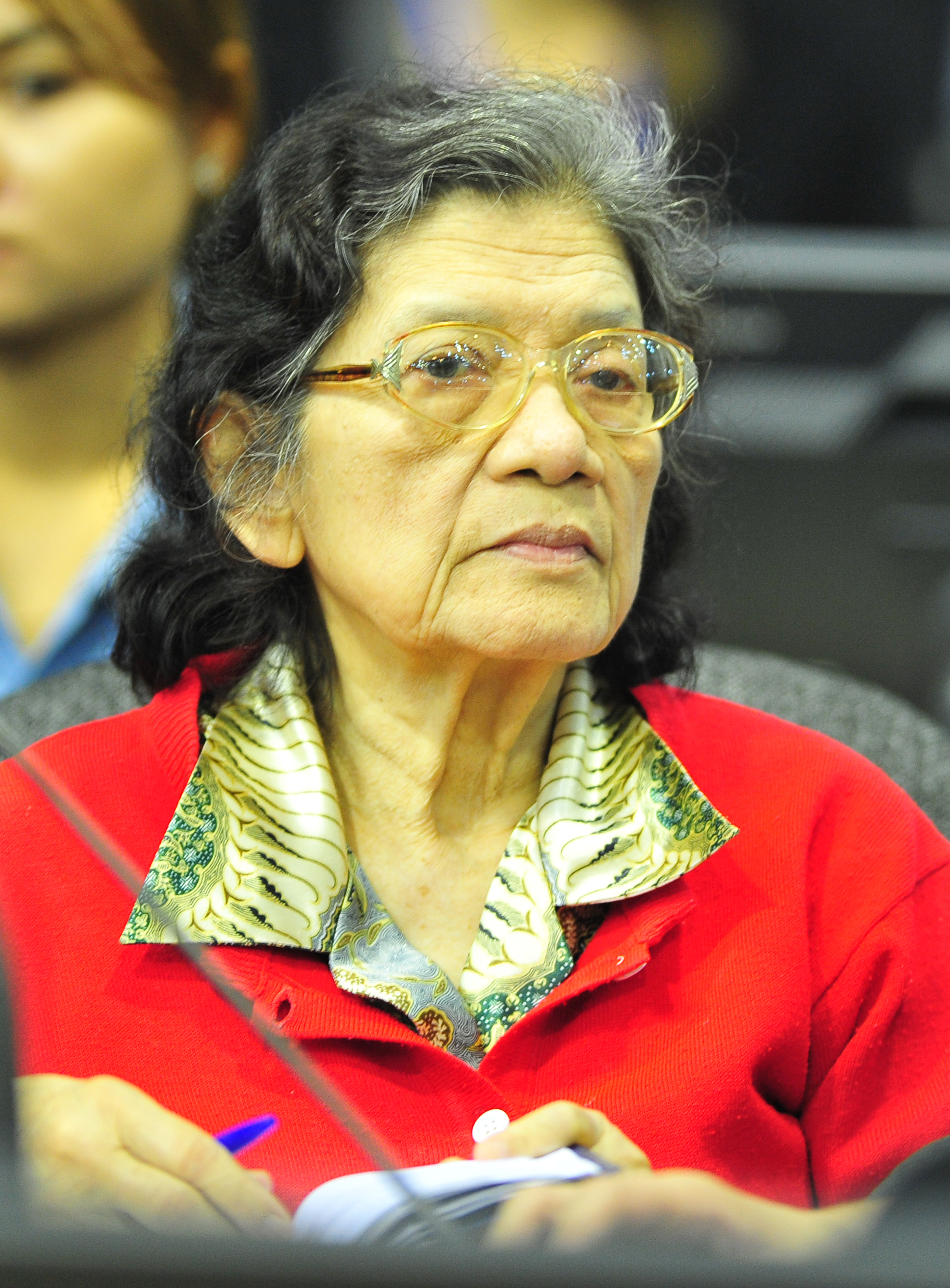
Ieng Thirith († 2015)

- 2001: Tatjana Borissowna Awerina, sowjetische Eisschnellläuferin
- 2001: Olaf Koch, deutscher Dirigent und Hochschullehrer
- 2003: Audrey Jones Beck, US-amerikanische Kunstsammlerin und Mäzenin
- 2003: Floyd Tillman, US-amerikanischer Country-Sänger und Songwriter
- 2004: Daniel Petrie, kanadischer Regisseur
- 2004: Ota Šik, tschechisch-schweizerischer Maler und Wirtschaftswissenschaftler
- 2005: Henri Génès, französischer Schauspieler
- 2005: Ulrich Sahm, deutscher Botschafter und Diplomat
- 2006: Rafael Artzy, israelischer Mathematiker
- 2006ː Sandra Blow, britische Malerin und Hochschullehrerin
- 2007: Grace Paley, US-amerikanische Schriftstellerin
- 2008: Robert Pintenat, französischer Fußballspieler
- 2010: Michel Montignac, französischer Autor
- 2011: John Howard Davies, britischer Schauspieler, Fernsehregisseur und -produzent
- 2011: Jesper Klein, dänischer Schauspieler
- 2011: Loriot, deutscher Humorist, Karikaturist, Schauspieler und Regisseur
- 2012: Nina Bawden, britische Schriftstellerin
- 2012: Max Absmeier, deutscher römisch-katholischer Prälat
- 2013: Edith Breckwoldt, deutsche Bildhauerin
- 2013: Horst Neumann, deutscher Dirigent
- 2014: U. R. Ananthamurthy, indischer Schriftsteller
- 2014: Stella K. Hershan, US-amerikanische Schriftstellerin
- 2015: Jörg Schneider, Schweizer Schauspieler
- 2015: Ieng Thirith, kambodschanische Politikerin
- 2016: Per Lønning, norwegischer Theologe und Politiker

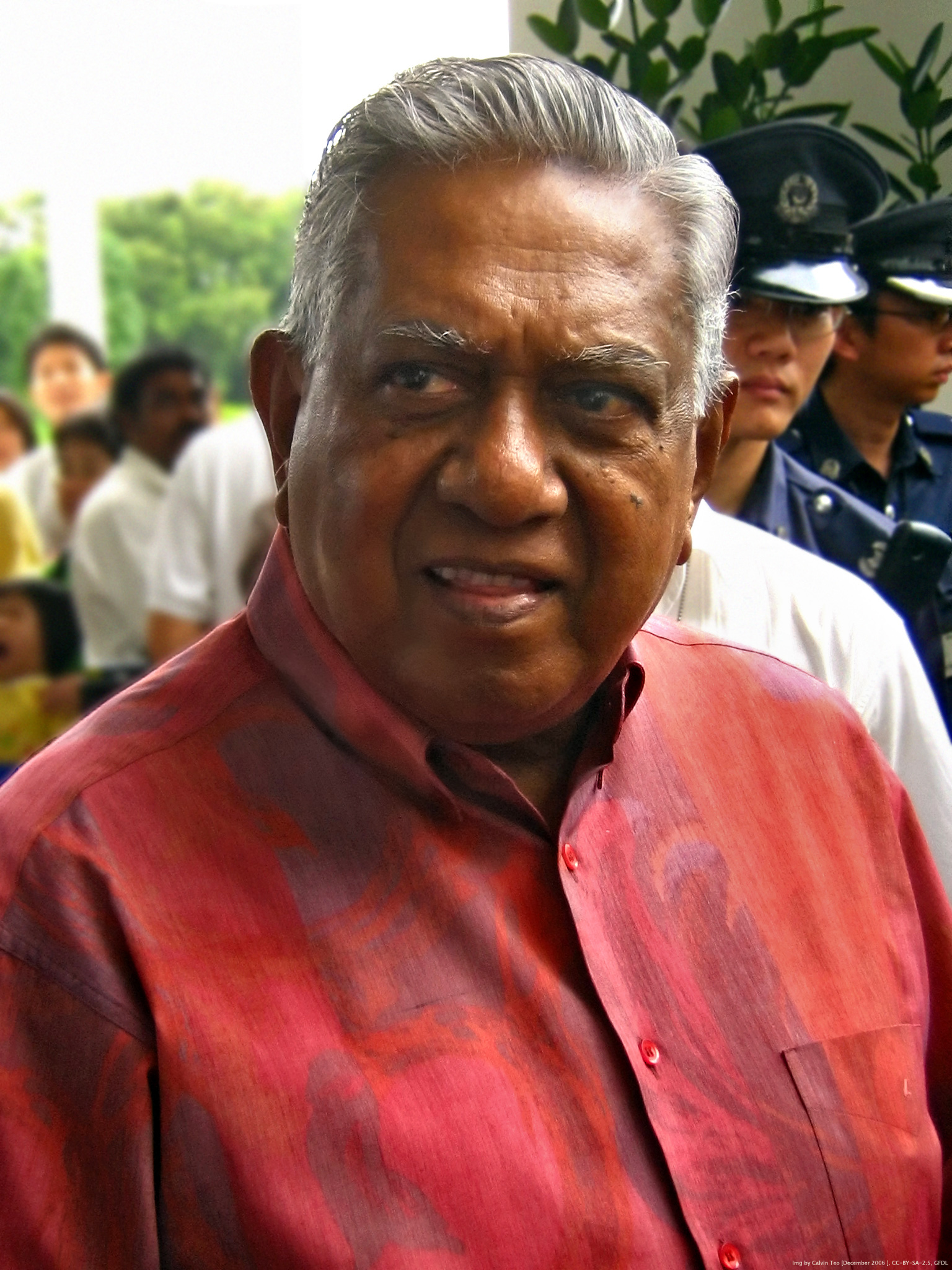
Sellapan Ramanathan († 2016)

- 2016: Sellapan Ramanathan, singapurischer Staatspräsident
- 2016: Toots Thielemans, belgischer Jazzmusiker
- 2017: John Abercrombie, US-amerikanischer Gitarrist
- 2017: Rishang Keishing, indischer Politiker
- 2018: Hermann W. von der Dunk, niederländischer Historiker
- 2018: Ed King, US-amerikanischer Musiker
- 2019: Junior Agogo, ghanaisch-englischer Fußballspieler
- 2019: Will Brüll, deutscher Künstler
- 2020: Ansumana Jammeh, gambischer Diplomat und Unternehmer
- 2020: Emil Jula, rumänischer Fußballspieler
- 2021: Christiane Olivier, französische Psychoanalytikerin und Buchautorin
- 2021: Pierre Dumay, französischer Automobilrennfahrer
- 2022: Héctor Moni, argentinischer Ruderer
- 2022: György Pásztor, ungarischer Eishockeyspieler und Sportfunktionär
- 2022: Mohamed Sourour, marokkanischer Boxer
- 2023: Toto Cutugno, italienischer Sänger, Songschreiber und Fernsehmoderator
- 2023: Astrid Fleischer Rex, grönländische Politikerin und Lehrerin
- 2023: Martin Laciga, Schweizer Beachvolleyballspieler
- 2023: René Weller, deutscher Boxer

## Feier- und Gedenktage
- Kirchliche Gedenktage
  - Hl. Symphorianus, französischer Märtyrer und Schutzpatron (evangelisch, katholisch)
  - Maria Königin, Marienfest (katholisch)
- Namenstage
  - Regina
  - Timo

Weitere Einträge enthält die Liste von Gedenk- und Aktionstagen.